# China op de Olympische Zomerspelen 2024
China nam deel aan de Olympische Zomerspelen 2024 in Parijs, Frankrijk.

## Medailleoverzicht
| Medaille | Naam | Sport                | Onderdeel                             | Datum       |
| -------- | --- | -------------------- | ------------------------------------- | ----------- |
| Goud     | Huang Yuting Sheng Lihao | Schietsport          | 10m luchtgeweer team (x)              | 27 juli     |
| Goud     | Chen Yiwen Chang Yani | Schoonspringen       | 3m plank synchroon (v)                | 27 juli     |
| Goud     | Xie Yu | Schietsport          | 10m luchtpistool (m)                  | 28 juli     |
| Goud     | Lian Junjie Yang Hao | Schoonspringen       | 10m toren (m)                         | 29 juli     |
| Goud     | Sheng Lihao | Schietsport          | 10m luchtgeweer (m)                   | 29 juli     |
| Goud     | Wang Chuqin Sun Yingsha | Tafeltennis          | Dubbelspel (x)                        | 30 juli     |
| Goud     | Chen Yuxi Quan Hongchan | Schoonspringen       | 10 m. toren (v)                       | 31 juli     |
| Goud     | Deng Yawen | BMX                  | Freestyle (v)                         | 31 juli     |
| Goud     | Pan Zhanle | Zwemmen              | 100 m. vrije slag (v)                 | 31 juli     |
| Goud     | Liu Yukun | Schietsport          | 50 m. kkg 3-houdingen (m)             | 31 juli     |
| Goud     | Yang Jiayu | Atletiek             | 20 km snelwandelen (v)                | 31 juli     |
| Goud     | Wang Zongyuan Long Daoyi | Schoonspringen       | 3 m. plank synchroon (m)              | 2 augustus  |
| Goud     | Huang Yaqiong Zheng Siwei | Badminton            | Dubbelspel (x)                        | 2 augustus  |
| Goud     | Chen Meng | Tafeltennis          | Enkelspel (v)                         | 3 augustus  |
| Goud     | Chen Qingchen Jia Yifan | Badminton            | Dubbelspel (v)                        | 3 augustus  |
| Goud     | Zheng Qinwen | Tennis               | Enkelspel (v)                         | 3 augustus  |
| Goud     | Fan Zhendong | Tafeltennis          | Enkelspel (m)                         | 4 augustus  |
| Goud     | Liu Yang | Gymnastiek           | Ringen (m)                            | 4 augustus  |
| Goud     | Xu Jiayu Qin Haiyang Sun Jiajun Pan Zhanle Wang Changhao | Zwemmen              | 4x100 m. wisselslag (m)               | 4 augustus  |
| Goud     | Li Yuehong | Schietsport          | snelvuurpistool (m)                   | 5 augustus  |
| Goud     | Zou Jingyuan | Gymnastiek           | brug (m)                              | 5 augustus  |
| Goud     | Quan Hongchan | Schoonspringen       | 10 m. toren (v)                       | 6 augustus  |
| Goud     | Li Fabin | Gewichtheffen        | Bantam -61 kg (m)                     | 7 augustus  |
| Goud     | Chang Hao Feng Yua Wang Ciyue Wang Liuyi Wang Qianyi Xiang Binxuan Xiao Yanning Zhang Yayi Cheng Wentao                                                                              | Synchroonzwemmen     | Team (x)                              | 7 augustus  |
| Goud     | Hou Zhihui | Gewichtheffen        | Vlieg -49 kg (v)                      | 7 augustus  |
| Goud     | Liu Hao Ji Bowen | Kanovaren            | C2 500 m. (m)                         | 8 augustus  |
| Goud     | Xie Siyi | Schoonspringen       | 3 m. plank (m)                        | 8 augustus  |
| Goud     | Luo Shifang | Gewichtheffen        | Licht -59 kg (v)                      | 8 augustus  |
| Goud     | Chang Yuan | Boksen               | Licht -59 kg (v)                      | 8 augustus  |
| Goud     | Chang Yuan | Boksen               | Bantamgewicht -54 kg (v)              | 8 augustus  |
| Goud     | Xu Shixiao Sun Mengya | kanovaren            | C2 500 m. (v)                         | 9 augustus  |
| Goud     | Chen Yiwen | Schoonspringen       | 3m. plank (v)                         | 9 augustus  |
| Goud     | Fan Zhendong Ma Long Wang Chuqin | Tafeltennis          | team (m)                              | 9 augustus  |
| Goud     | Wu Yu | Boksen               | Vlieggewicht -50 kg (v)               | 9 augustus  |
| Goud     | Liu Huanhua | Gewichtheffen        | Zwaar -102 kg (m)                     | 10 augustus |
| Goud     | Guo Qiqi Hao Ting Huang Zhangjiayang Wang Lanjing Ding Xinyi | Ritmische gymnastiek | Team (v)                              | 10 augustus |
| Goud     | Cao Yuan | Schoonspringen       | 10 m. toren (m)                       | 10 augustus |
| Goud     | Wang Liuyi Wang Qianyi | Synchroonzwemmen     | Duet (v)                              | 10 augustus |
| Goud     | Li Qian | Boksen               | Middengewicht -75 kg (v)              | 10 augustus |
| Goud     | Li Wenwen | Gewichtheffen        | Superzwaar +81 kg (v)                 | 11 augustus |
|          | |                      |                                       |             |
| Zilver   | An Qixuan Li Jiaman Yang Xiaolei | Boogschieten         | team (v)                              | 28 juli     |
| Zilver   | Huang Yuting | Schietsport          | 10m luchtgeweer (v)                   | 29 juli     |
| Zilver   | Liu Yang Su Weide Xiao Ruoteng Zhang Boheng Zou Jingyuan | Turnen               | team (m)                              | 29 juli     |
| Zilver   | Xu Jiayu | Zwemmen              | 100m rugslag (m)                      | 29 juli     |
| Zilver   | Tang Qianting | Zwemmen              | 100m schoolslag (v)                   | 29 juli     |
| Zilver   | Qi Ying | Schietsport          | trap (m)                              | 30 juli     |
| Zilver   | Zhang Boheng | Turnen               | meerkamp (m)                          | 31 juli     |
| Zilver   | Wang Zisai | Trampolinespringen   | trampolinespringen (m)                | 2 augustus  |
| Zilver   | Wang Xinyu Zhang Zhizhen | Tennis               | dubbelspel (x)                        | 2 augustus  |
| Zilver   | Sun Yingsha | Tafeltennis          | enkelspel (v)                         | 3 augustus  |
| Zilver   | Sun Yingsha | Tafeltennis          | enkelspel (v)                         | 3 augustus  |
| Zilver   | Liu Shengshu Tan Ning | Badminton            | dubbelspel (v)                        | 3 augustus  |
| Zilver   | Xu Jiayu Qin Haiyang Zhang Yufei Yang Junxuan Tang Qianting Pan Zhanle | Zwemmen              | 4×100 m. wisselslag (x)               | 3 augustus  |
| Zilver   | Zou Jingyuan | Turnen               | ringen (m)                            | 4 augustus  |
| Zilver   | Qiu Qiyuan | Turnen               | brug (v)                              | 4 augustus  |
| Zilver   | Liang Weikeng Wang Chang | Badminton            | Dubbelspel (m)                        | 4 augustus  |
| Zilver   | He Bingjiao | Badminton            | Enkelspel (v)                         | 5 augustus  |
| Zilver   | Zhou Yaqin | Turnen               | balk (v)                              | 5 augustus  |
| Zilver   | Feng Bin | Atletiek             | discuswerpen (v)                      | 5 augustus  |
| Zilver   | Chen Yuxi | Schoonspringen       | 10 m. toren (v)                       | 6 augustus  |
| Zilver   | Cao Liguo | Worstelen            | Grieks-Romeins bantam -60 kg (m)      | 6 augustus  |
| Zilver   | Yang Wenlu | Boksen               | Lichtgewicht -60 kg (v)               | 6 augustus  |
| Zilver   | Deng Lijuan | Klimsport            | speed (v)                             | 7 augustus  |
| Zilver   | Wang Zongyuan | Schoonspringen       | 3 m. plank (m)                        | 7 augustus  |
| Zilver   | Hockeyteam Ou Zixia Ye Jiao Gu Bingfeng Yang Liu Zhang Ying Chen Yi Ma Ning Li Hong Dan Wen Zou Meirong He Jiangxin Fan Yunxia Chen Yang Xu Wenyu Zhong Jiaqi Tan Jinzhuang Yu Anhui | Hockey               | Hockey (v)                            | 9 augustus  |
| Zilver   | Yang Wenlu | Boksen               | Lichtgewicht -60 kg (v)               | 9 augustus  |
|          | |                      |                                       |             |
| Brons    | Cheng Yujie Wu Qingfeng Yang Junxuan Yu Yiting Zhang Yufei | Zwemmen              | 4x100m vrije slag (v)                 | 27 juli     |
| Brons    | Zhang Yufei | Zwemmen              | 100m vlinderslag (v)                  | 28 juli     |
| Brons    | Xiao Ruoteng | Turnen               | meerkamp (m)                          | 31 juli     |
| Brons    | Ma Zhenzhao | Judo                 | Half zwaar -78 kg (v)                 | 1 augustus  |
| Brons    | Zhang Yufei | Zwemmen              | 200 m. vlinderslag (v)                | 1 augustus  |
| Brons    | Yang Junxuan Li Bingjie Ge Chutong Liu Yaxin Tang Muhan Kong Yaqi | Zwemmen              | 4×200 m. vrije slag (v)               | 4 augustus  |
| Brons    | Zhang Qiongyue | Schietsport          | 50 m kkg 3-houdingen (v)              | 5 augustus  |
| Brons    | Zhang Boheng | Turnen               | Rekstok (m)                           | 5 augustus  |
| Brons    | Jiang Yiting Lyu Jianlin | Schietsport          | Skeet (x)                             | 5 augustus  |
| Brons    | Meng Lingzhe | Worstelen            | Grieks-Romeins Superzwaar -130 kg (m) | 6 augustus  |
| Brons    | Zhao Jie | Atletiek             | Kogelslingeren (v)                    | 6 augustus  |
| Brons    | Feng Ziqi | Worstelen            | Vrije stijl Vliet -50kg (v)           | 7 augustus  |
| Brons    | Pang Qianyu | Worstelen            | Vrije stijl Bantam -53 kg (v)         | 8 augustus  |
| Brons    | Liang Yushuai | Taekwondo            | Lichtgewicht -68 kg (m)               | 8 augustus  |
| Brons    | Chang Yani | Schoonspringen       | 3 m. plank (v)                        | 9 augustus  |
| Brons    | Song Jiayuan | Atletiek             | kogelstoten (v)                       | 9 augustus  |
| Brons    | Hong Kexin | Worstelen            | Welter -57 kg (v)                     | 9 augustus  |
| Brons    | Liu Qingyi | Breaking             | B-Girls (v)                           | 9 augustus  |
| Brons    | Lin Xiyu | Golf                 | Individueel (v)                       | 10 augustus |

## Aantal Deelnemers
Hieronder volgt een overzicht van de atleten die zich reeds gekwalificeerd hebben voor de Olympische Zomerspelen van 2024.
| Sport            | Mannen | Vrouwen | Totaal |
| ---------------- | ------ | ------- | ------ |
| Atletiek         | 27     | 27      | 54     |
| Badminton        | 8      | 8       | 16     |
| Basketbal        | 4      | 16      | 20     |
| Boksen           | 2      | 6       | 8      |
| Boogschieten     | 3      | 3       | 6      |
| Breaking         | 1      | 2       | 3      |
| Gewichtheffen    | 3      | 3       | 6      |
| Golf             | 2      | 2       | 4      |
| Gymnastiek       | 7      | 13      | 20     |
| Hockey           | 0      | 16      | 16     |
| Judo             | 0      | 6       | 6      |
| Kanovaren        | 7      | 11      | 18     |
| Klimsport        | 3      | 4       | 7      |
| Moderne vijfkamp | 2      | 1       | 3      |
| Paardensport     | 2      | 0       | 2      |
| Roeien           | 2      | 12      | 14     |
| Rugby            | 0      | 12      | 12     |
| Schermen         | 5      | 7       | 12     |
| Schietsport      | 10     | 11      | 21     |
| Schoonspringen   | 6      | 4       | 10     |
| Skateboarden     | 0      | 4       | 4      |
| Surfen           | 0      | 1       | 1      |
| Synchroonzwemmen | 0      | 8       | 8      |
| Taekwondo        | 2      | 4       | 6      |
| Tafeltennis      | 3      | 3       | 6      |
| Tennis           | 1      | 6       | 7      |
| Triatlon         | 0      | 1       | 1      |
| Volleybal        | 0      | 14      | 14     |
| Waterpolo        | 0      | 13      | 13     |
| Wielersport      | 5      | 8       | 13     |
| Worstelen        | 7      | 5       | 12     |
| Zeilen           | 6      | 7       | 13     |
| Zwemmen          | 13     | 19      | 32     |
| Totaal           | 131    | 257     | 388    |

## Deelnemers en Resultaten

### Atletiek

#### Loopnummers
Mannen
| atleet                                                      | onderdeel          | voorronde | voorronde | series | series | herkansingen | herkansingen | halve finale   | halve finale   | finale         | finale         |
| atleet                                                      | onderdeel          | tijd      | rang      | tijd   | rang   | tijd         | rang         | tijd           | rang           | tijd           | rang           |
| ----------------------------------------------------------- | ------------------ | --------- | --------- | ------ | ------ | ------------ | ------------ | -------------- | -------------- | -------------- | -------------- |
| Xie Zhenye                                                  | 100 m              | bye       | bye       | 10,16  | 4      | n.v.t.       | n.v.t.       | niet geplaatst | niet geplaatst | niet geplaatst | niet geplaatst |
| Xu Zhuoyi                                                   | 110m horden        | n.v.t.    | n.v.t.    | 13,40  | 1 Q    | bye          | bye          | 13,48          | 7              | niet geplaatst | niet geplaatst |
| Liu Junxi                                                   | 110m horden        | n.v.t.    | n.v.t.    | 13,54  | 6 H    | 13,52        | 3            | niet geplaatst | niet geplaatst | niet geplaatst | niet geplaatst |
| Qin Weibo                                                   | 110m horden        | n.v.t.    | n.v.t.    | 13,64  | 6 H    | 13,44        | 1 Q          | 13,41          | 6              | niet geplaatst | niet geplaatst |
| Xie Zhiyu                                                   | 400m horden        | n.v.t.    | n.v.t.    | 49,90  | 8 H    | 49,59        | 4            | niet geplaatst | niet geplaatst | niet geplaatst | niet geplaatst |
| He Jie                                                      | marathon           | n.v.t.    | n.v.t.    | n.v.t. | n.v.t. | n.v.t.       | n.v.t.       | n.v.t.         | n.v.t.         | 2.22.31        | 67             |
| Yang Shaohui                                                | marathon           | n.v.t.    | n.v.t.    | n.v.t. | n.v.t. | n.v.t.       | n.v.t.       | n.v.t.         | n.v.t.         | 2.14.48        | 55             |
| Wu Xiangdong                                                | marathon           | n.v.t.    | n.v.t.    | n.v.t. | n.v.t. | n.v.t.       | n.v.t.       | n.v.t.         | n.v.t.         | 2.12.34        | 40             |
| Zhang Jun                                                   | 20 km snelwandelen | n.v.t.    | n.v.t.    | n.v.t. | n.v.t. | n.v.t.       | n.v.t.       | n.v.t.         | n.v.t.         | 1.19.56        | 10             |
| Li Yandong                                                  | 20 km snelwandelen | n.v.t.    | n.v.t.    | n.v.t. | n.v.t. | n.v.t.       | n.v.t.       | n.v.t.         | n.v.t.         | 1.22.46        | 31             |
| Wang Zhaozhao                                               | 20 km snelwandelen | n.v.t.    | n.v.t.    | n.v.t. | n.v.t. | n.v.t.       | n.v.t.       | n.v.t.         | n.v.t.         | 1.23.40        | 36             |
| Xie Zhenye Yan Haibin Chen Jiapeng Wu Zhiqiang Deng Zhijian | 4x100m             | n.v.t.    | n.v.t.    | 38,24  | 1 Q    | n.v.t.       | n.v.t.       | n.v.t.         | n.v.t.         | 38,06          | 7              |

Vrouwen
| atlete          | onderdeel          | voorronde | voorronde | series  | series | herkansingen | herkansingen | halve finale   | halve finale   | finale         | finale         |
| atlete          | onderdeel          | tijd      | rang      | tijd    | rang   | tijd         | rang         | tijd           | rang           | tijd           | rang           |
| --------------- | ------------------ | --------- | --------- | ------- | ------ | ------------ | ------------ | -------------- | -------------- | -------------- | -------------- |
| Ge Manqi        | 100 m              | bye       | bye       | 11,45   | 6      | n.v.t.       | n.v.t.       | niet geplaatst | niet geplaatst | niet geplaatst | niet geplaatst |
| Li Yuting       | 200 m              | n.v.t.    | n.v.t.    | 23,31   | 7 H    | 23,24        | 3            | niet geplaatst | niet geplaatst | niet geplaatst | niet geplaatst |
| Wu Yanni        | 100 m horden       | n.v.t.    | n.v.t.    | 12,97   | 6 H    | 12,98        | 4            | niet geplaatst | niet geplaatst | niet geplaatst | niet geplaatst |
| Lin Yuwei       | 100 m horden       | n.v.t.    | n.v.t.    | 13,24   | 7 H    | 13,13        | 6            | niet geplaatst | niet geplaatst | niet geplaatst | niet geplaatst |
| Mo Jiadie       | 400 m horden       | n.v.t.    | n.v.t.    | 55,43   | 6 H    | 54,75        | 1 Q          | 55,63          | 9              | niet geplaatst | niet geplaatst |
| Xu Shuangshuang | 3000m steeplechase | n.v.t.    | n.v.t.    | 9.43,50 | 12     | n.v.t.       | n.v.t.       | niet geplaatst | niet geplaatst |                |                |
| Bai Li          | marathon           | n.v.t.    | n.v.t.    | n.v.t.  | n.v.t. | n.v.t.       | n.v.t.       | n.v.t.         | n.v.t.         | 2.44.44        | 76             |
| Xia Yuyu        | marathon           | n.v.t.    | n.v.t.    | n.v.t.  | n.v.t. | n.v.t.       | n.v.t.       | n.v.t.         | n.v.t.         | 2.42.10        | 72             |
| Zhang Deshun    | marathon           | n.v.t.    | n.v.t.    | n.v.t.  | n.v.t. | n.v.t.       | n.v.t.       | n.v.t.         | n.v.t.         | 2.36.47        | 59             |
| Liu Hong        | 20 km snelwandelen | n.v.t.    | n.v.t.    | n.v.t.  | n.v.t. | n.v.t.       | n.v.t.       | n.v.t.         | n.v.t.         | 1.31.24        | 21             |
| Ma Zhenxia      | 20 km snelwandelen | n.v.t.    | n.v.t.    | n.v.t.  | n.v.t. | n.v.t.       | n.v.t.       | n.v.t.         | n.v.t.         | 1.29.15        | 11             |
| Yang Jiayu      | 20 km snelwandelen | n.v.t.    | n.v.t.    | n.v.t.  | n.v.t. | n.v.t.       | n.v.t.       | n.v.t.         | n.v.t.         | 1.25.54        | Goud           |

Gemengd
| atleten                     | onderdeel             | finale  | finale |
| atleten                     | onderdeel             | tijd    | rang   |
| --------------------------- | --------------------- | ------- | ------ |
| Zhang Jun Yang Jiayu        | marathon snelwandelen | 3.00.43 | 15     |
| He Xianghong Qieyang Shijie | marathon snelwandelen | 2.59.13 | 14     |

#### Technische nummers
Mannen
| atleet        | onderdeel        | kwalificaties | kwalificaties | finale         | finale         |
| atleet        | onderdeel        | afstand       | rang          | afstand        | rang           |
| ------------- | ---------------- | ------------- | ------------- | -------------- | -------------- |
| Fang Yaoqing  | hinkstapspringen | 15,85 m       | 31            | niet geplaatst | niet geplaatst |
| Zhu Yaming    | hinkstapspringen | 16,91 m       | 8 q           | 16,76 m        | 10             |
| Su Wen        | hinkstapspringen | 16,70 m       | 16            | niet geplaatst | niet geplaatst |
| Wang Zhen     | hoogspringen     | 2,20 m        | =19           | niet geplaatst | niet geplaatst |
| Huang Bokai   | polsstokspringen | 5,75 m        | 9 q           | 5,80 m         | 7              |
| Zhong Tao     | polsstokspringen | 5,40 m        | =26           | niet geplaatst | niet geplaatst |
| Yao Jie       | polsstokspringen | 5,60 m        | =20           | niet geplaatst | niet geplaatst |
| Wang Jianan   | verspringen      | 8,12 m        | 3 q           | 8,03 m         | 8              |
| Zhang Mingkun | verspringen      | 7,92 m        | 9 q           | 8,07 m         | 7              |
| Shi Yuhao     | verspringen      | 7,68 m        | 24            | niet geplaatst | niet geplaatst |
| Wang Qi       | hamerslingeren   | 72,52 m       | 19            | niet geplaatst | niet geplaatst |

Vrouwen
| atlete        | onderdeel        | kwalificaties | kwalificaties | finale         | finale         |
| atlete        | onderdeel        | afstand       | rang          | afstand        | rang           |
| ------------- | ---------------- | ------------- | ------------- | -------------- | -------------- |
| Zeng Rui      | hinkstapspringen | 13,69 m       | 24            | niet geplaatst | niet geplaatst |
| Niu Chunge    | polsstokspringen | 4,40 m        | =22           | niet geplaatst | niet geplaatst |
| Xiong Shiqi   | verspringen      | 6,58 m        | 13            | niet geplaatst | niet geplaatst |
| Feng Bin      | discuswerpen     | 65,40 m       | 3 Q           | 67,51 m        | Zilver         |
| Jiang Zhichao | discuswerpen     | 59,10 m       | 28            | niet geplaatst | niet geplaatst |
| Wang Zheng    | hamerslingeren   | 66,92 m       | 28            | niet geplaatst | niet geplaatst |
| Zhao Jie      | hamerslingeren   | 72,49 m       | 7 q           | 74,27 m        | Brons          |
| Li Jiangyan   | hamerslingeren   | 70,54 m       | 13            | niet geplaatst | niet geplaatst |
| Gong Lijiaon  | kogelstoten      | 18,78 m       | 5 q           | 19,27 m        | 5              |
| Song Jiayuan  | kogelstoten      | 18,73 m       | 6 q           | 19,32 m        | Brons          |
| Sun Yue       | kogelstoten      | 17,33 m       | 21            | niet geplaatst | niet geplaatst |
| Lü Huihui     | speerwerpen      | 59,37 m       | 22            | niet geplaatst | niet geplaatst |
| Dai Qianqian  | speerwerpen      | 59,33 m       | 23            | niet geplaatst | niet geplaatst |

### Badminton
Mannen
| atleet                   | onderdeel  | groepsfase                  | groepsfase                         | groepsfase                      | groepsfase                             | groepsfase | eliminatie             | kwartfinale                      | halve finale                         | finale / BM                            | finale / BM    |
| atleet                   | onderdeel  | tegenstander uitslag        | tegenstander uitslag               | tegenstander uitslag            | tegenstander uitslag                   | rang       | tegenstander uitslag   | tegenstander uitslag             | tegenstander uitslag                 | tegenstander uitslag                   | rang           |
| ------------------------ | ---------- | --------------------------- | ---------------------------------- | ------------------------------- | -------------------------------------- | ---------- | ---------------------- | -------------------------------- | ------------------------------------ | -------------------------------------- | -------------- |
| Li Shifeng               | enkelspel  | Künzi W 21-13, 21-13        | Opeyori W 21-17, 21-17             | n.v.t.                          | n.v.t.                                 | 1 q        | Loh K Y V 21-23, 15-21 | niet geplaatst                   | niet geplaatst                       | niet geplaatst                         | niet geplaatst |
| Shi Yuqi                 | enkelspel  | Opti W 21-5, 21-7           | Toti W 21-9, 21-10                 | n.v.t.                          | n.v.t.                                 | 1 Q        | bye                    | Vitidsarn V 12-21, 10-21         | niet geplaatst                       | niet geplaatst                         | niet geplaatst |
| Wang Chang Liang Weikeng | dubbelspel | Dong - Yakura W 21-5, 21-12 | Lane - Vendy W 21-18, 13-21, 21-14 | Chia - Soh W Y W 24-22, 21-14   | n.v.t.                                 | 1 Q        | n.v.t.                 | Alfian - Ardianto W 24-22, 22-20 | Chia - Soh W Y W 21-19, 15-21, 21-17 | Lee Y - Wang C-l V 17-21, 21-18, 19-21 | Zilver         |
| Ou Xuanyi Liu Yuchen     | dubbelspel | Chiu - Yuan W 21-13, 21-14  | Astrup - Rasmussen V 15-21, 13-21  | Hoki - Kobayashi W 22-20, 21-18 | Lee Y - Wang C-l V 21-17, 17-21, 22-24 | 3          | n.v.t.                 | niet geplaatst                   | niet geplaatst                       | niet geplaatst                         | niet geplaatst |

Vrouwen
| atleet                  | onderdeel  | groepsfase                   | groepsfase                                  | groepsfase                               | groepsfase | eliminatie            | kwartfinale                         | halve finale                        | finale / BM                   | finale / BM    |
| atleet                  | onderdeel  | tegenstander uitslag         | tegenstander uitslag                        | tegenstander uitslag                     | rang       | tegenstander uitslag  | tegenstander uitslag                | tegenstander uitslag                | tegenstander uitslag          | rang           |
| ----------------------- | ---------- | ---------------------------- | ------------------------------------------- | ---------------------------------------- | ---------- | --------------------- | ----------------------------------- | ----------------------------------- | ----------------------------- | -------------- |
| He Bingjiao             | enkelspel  | Az Zahra W 21-8, 21-7        | Gilmour W 24-22, 21-8                       | n.v.t.                                   | 1 q        | Sindhu W 21-19, 21-14 | Chen Y W 21-16, 21-17               | Marín W 14-21, 8-10 OT              | An S-y V 13-21, 16-21         | Zilver         |
| Chen Yufei              | enkelspel  | Li W 21-14, 17-21, 21-9      | Blichfeldt W 21-8, 19-21, 21-11             | n.v.t.                                   | 1Q         | bye                   | He B V 16-21, 17-21                 | niet geplaatst                      | niet geplaatst                | niet geplaatst |
| Chen Qingchen Jia Yifan | dubbelspel | Tan - Thinaah W 21-17, 22-20 | Rahayu - Ramadhanti W 21-12, 24-22          | Matsumoto - Nagahara W 21-16, 21-15      | 1 Q        | n.v.t.                | G. Stoeva - S. Stoeva W 21-15, 21-8 | Tan - Thinaah W 21-12, 18-21, 21-15 | Liu S - Tan N W 22-20, 21-15  | Goud           |
| Liu Shengshu Tan Ning   | dubbelspel | A. Xu - K. Xu W 21-11, 21-14 | G. Stoeva - S. Stoeva W 19-21, 21-10, 21-16 | Yeung N. T. - Yeung P. L. W 21-18, 21-15 | 1 Q        | n.v.t.                | Baek H-n - Lee S-h W 21-9, 21-13    | Matsuyama - Shida W 21-16, 21-19    | Chen Q - Jia J V 20-22, 15-21 | Zilver         |

Gemengd
| atleet                     | onderdeel  | groepsfase                      | groepsfase                      | groepsfase                       | groepsfase | kwartfinale                      | halve finale                        | finale / BM                       | finale / BM    |
| atleet                     | onderdeel  | tegenstander uitslag            | tegenstander uitslag            | tegenstander uitslag             | rang       | tegenstander uitslag             | tegenstander uitslag                | tegenstander uitslag              | rang           |
| -------------------------- | ---------- | ------------------------------- | ------------------------------- | -------------------------------- | ---------- | -------------------------------- | ----------------------------------- | --------------------------------- | -------------- |
| Zheng Siwei Huang Yaqiong  | dubbelspel | Gicquel - Delrue W 21-14, 23-21 | Rivaldy - Mentari W 21-10, 21-3 | Kim - Jeong W 21-13, 21-14       | 1 Q        | Feng Y - Huang D W 21-16, 21-15  | Higashino - Watanabe W 21-14, 21-15 | Kom W-h - Jeong N-e W 21-8, 21-11 | Goud           |
| Feng Yanzhe Huang Dongping | dubbelspel | Chiu - Gai W 21-11, 21-14       | Hee - Tan W 21-13, 21-17        | Chen - Toh V 21-17, 15-21, 16-21 | 2 Q        | Zheng S - Huang Y V 16-21, 15-21 | niet geplaatst                      | niet geplaatst                    | niet geplaatst |

### Basketbal

#### 3x3
Mannen
| Olympiër                                   | Discipline | Resultaat | Prestatie |
| ------------------------------------------ | ---------- | --------- | --------- |
| Lu Wenbo Zhang Ning Zhao Jiaren Zhu Yuanbo | 3x3        | 8         | zie onder |

| Pos | Team             | Wed | W | V | Ptn | PV  | PT  | +/− | Kwalificatie  |
| --- | ---------------- | --- | - | - | --- | --- | --- | --- | ------------- |
| 1   | Letland          | 7   | 7 | 0 | 14  | 147 | 103 | +44 | Halve finales |
| 2   | Nederland        | 7   | 5 | 2 | 12  | 133 | 112 | +21 | Halve finales |
| 3   | Litouwen         | 7   | 4 | 3 | 11  | 134 | 125 | +9  | Play-in       |
| 4   | Servië           | 7   | 4 | 3 | 11  | 129 | 123 | +6  | Play-in       |
| 5   | Frankrijk (G)    | 7   | 3 | 4 | 10  | 131 | 132 | −1  | Play-in       |
| 6   | Polen            | 7   | 2 | 5 | 9   | 116 | 139 | −23 | Play-in       |
| 7   | Verenigde Staten | 7   | 2 | 5 | 9   | 116 | 138 | −22 |               |
| 8   | China            | 7   | 1 | 6 | 8   | 107 | 141 | −34 |               |

| groepsfase   | 30 juli 2024    | 19:05          | Nederland      | 21 - 16        | China            |                |                |
| groepsfase   | 31 juli 2024    | 19:05          | Servië         | 15 - 21        | China            |                |                |
| groepsfase   | 1 augustus 2024 | 10:35          | China          | 8 - 22         | Litouwen         |                |                |
| groepsfase   | 1 augustus 2024 | 19:35          | China          | 17 - 22        | Polen            |                |                |
| groepsfase   | 2 augustus 2024 | 10:05          | Litouwen       | 21 - 16        | China            |                |                |
| groepsfase   | 2 augustus 2024 | 22:35          | China          | 17 - 21        | Verenigde Staten |                |                |
| groepsfase   | 4 augustus 2024 | 17:30          | Frankrijk      | 21 - 12        | China            |                |                |
|              |                 |                |                |                |                  |                |                |
| kwartfinale  | niet geplaatst  | niet geplaatst | niet geplaatst | niet geplaatst | niet geplaatst   | niet geplaatst | niet geplaatst |
|              |                 |                |                |                |                  |                |                |
| halve finale | niet geplaatst  | niet geplaatst | niet geplaatst | niet geplaatst | niet geplaatst   | niet geplaatst | niet geplaatst |
|              |                 |                |                |                |                  |                |                |
| finale       | niet geplaatst  | niet geplaatst | niet geplaatst | niet geplaatst | niet geplaatst   | niet geplaatst | niet geplaatst |

Vrouwen
| Olympiër                                           | Discipline | Resultaat   | Prestatie |
| -------------------------------------------------- | ---------- | ----------- | --------- |
| Chen Mingling Wang Ji Yuan Wang Lili Zhang Zhiting | 3x3        | kwartfinale | zie onder |

| Groep |                  |             |             |             |            |            |            |        |
| #     | Land             | Wedstrijden | Wedstrijden | Wedstrijden | Doelpunten | Doelpunten | Doelpunten | Punten |
| #     | Land             | GW          | W           | V           | V          | T          | Saldo      | Punten |
| 1     | Duitsland        | 7           | 6           | 1           | 117        | 100        | +17        | 12     |
| 2     | Spanje           | 7           | 4           | 3           | 115        | 114        | +1         | 8      |
| 3     | Verenigde Staten | 7           | 4           | 3           | 108        | 109        | -1         | 8      |
| 4     | Canada           | 7           | 4           | 3           | 129        | 112        | +17        | 8      |
| 5     | Australië        | 7           | 4           | 3           | 127        | 122        | +5         | 8      |
| 6     | China            | 7           | 2           | 5           | 107        | 123        | -16        | 4      |
| 7     | Azerbeidzjan     | 7           | 2           | 5           | 106        | 123        | -17        | 4      |
| 8     | Frankrijk        | 7           | 2           | 5           | 99         | 105        | -6         | 4      |

| groepsfase   | 30 juli 2024    | 21:30          | Frankrijk        | 19 - 21        | China            |                |                |
| groepsfase   | 31 juli 2024    | 18:00          | Canada           | 21 - 11        | China            |                |                |
| groepsfase   | 1 augustus 2024 | 09:00          | China            | 15 - 21        | Australië        |                |                |
| groepsfase   | 1 augustus 2024 | 18:00          | China            | 14 - 11        | Spanje           |                |                |
| groepsfase   | 2 augustus 2024 | 09:00          | Duitsland        | 18 - 15        | China            |                |                |
| groepsfase   | 2 augustus 2024 | 17:30          | Azerbeidzjan     | 21 - 19        | China            |                |                |
| groepsfase   | 3 augustus 2024 | 19:00          | China            | 12 - 14        | Verenigde Staten |                |                |
|              |                 |                |                  |                |                  |                |                |
| kwartfinale  | 3 augustus 2024 | 22:05          | Verenigde Staten | 21 - 13        | China            |                |                |
|              |                 |                |                  |                |                  |                |                |
| halve finale | niet geplaatst  | niet geplaatst | niet geplaatst   | niet geplaatst | niet geplaatst   | niet geplaatst | niet geplaatst |
|              |                 |                |                  |                |                  |                |                |
| finale       | niet geplaatst  | niet geplaatst | niet geplaatst   | niet geplaatst | niet geplaatst   | niet geplaatst | niet geplaatst |

#### Vrouwenteam
Het Chinese nationale vrouwenbasketbalteam kwalificeerde zich voor de Olympische Spelen door bij de beste twee te eindigen op het Olympische kwalificatietoernooi van 2024 in Xi'an, China.
| Olympiër | Onderdeel | Resultaat | Prestatie |
| --- | --------- | --------- | --------- |
| Wang Siyu Li Yueru Li Meng Li Yuan Zhang Ru Wu Tongtong Luo Xinyu Sun Mengran Huang Sijing Han Xu Yang Liwei Yang Shuyu | vrouwen   | 9         | zie onder |

| Groep C |             |             |             |             |             |            |            |            |        |
| #       | Land        | Wedstrijden | Wedstrijden | Wedstrijden | Wedstrijden | Doelpunten | Doelpunten | Doelpunten | Punten |
| #       | Land        | GW          | W           | G           | V           | V          | T          | Saldo      | Punten |
| 1       | Spanje      | 3           | 3           | 0           | 0           | 223        | 213        | +10        | 6      |
| 2       | Servië      | 3           | 2           | 0           | 1           | 201        | 184        | +17        | 5      |
| 3       | China       | 3           | 1           | 0           | 2           | 228        | 229        | -1         | 4      |
| 4       | Puerto Rico | 3           | 0           | 0           | 3           | 175        | 201        | -26        | 3      |

| groepsfase      |                |                |                |                |                |                |                |
| 28 juli 2024    | 13:30          | Spanje         | 90 - 89        | China          |                |                |                |
| 31 juli 2024    | 13:30          | China          | 59 - 81        | Servië         |                |                |                |
| 3 augustus 2024 | 11:00          | China          | 80 - 58        | Puerto Rico    |                |                |                |
|                 |                |                |                |                |                |                |                |
| kwartfinale     | niet geplaatst | niet geplaatst | niet geplaatst | niet geplaatst | niet geplaatst | niet geplaatst | niet geplaatst |
|                 |                |                |                |                |                |                |                |
| halve finale    | niet geplaatst | niet geplaatst | niet geplaatst | niet geplaatst | niet geplaatst | niet geplaatst | niet geplaatst |
|                 |                |                |                |                |                |                |                |
| finale          | niet geplaatst | niet geplaatst | niet geplaatst | niet geplaatst | niet geplaatst | niet geplaatst | niet geplaatst |

### Boksen
Mannen
| atleet             | onderdeel     | eerste ronde         | tweede ronde         | kwartfinale          | halve finale         | finale               | rang           |
| atleet             | onderdeel     | tegenstander uitslag | tegenstander uitslag | tegenstander uitslag | tegenstander uitslag | tegenstander uitslag | rang           |
| ------------------ | ------------- | -------------------- | -------------------- | -------------------- | -------------------- | -------------------- | -------------- |
| Toqtarbek Tanatqan | middelgewicht | bye                  | Pinales V 0 - 5      | niet geplaatst       | niet geplaatst       | niet geplaatst       | niet geplaatst |
| Han Xuezhen        | zwaargewicht  | n.v.t.               | Reyes V 1 - 4        | niet geplaatst       | niet geplaatst       | niet geplaatst       | niet geplaatst |

Vrouwen
| atlete     | onderdeel     | eerste ronde         | tweede ronde                      | kwartfinale          | halve finale         | finale               | rang           |
| atlete     | onderdeel     | tegenstander uitslag | tegenstander uitslag              | tegenstander uitslag | tegenstander uitslag | tegenstander uitslag | rang           |
| ---------- | ------------- | -------------------- | --------------------------------- | -------------------- | -------------------- | -------------------- | -------------- |
| Wu Yu      | vlieggewicht  | bye                  | Zareen W 5 - 0                    | Raksat W 5 - 0       | Kyraibay W 4 - 1     | Çakıroğlu W 4 - 1    | Goud           |
| Chang Yuan | bantamgewicht | bye                  | Lehane W 5 - 0                    | Petrova W 4 - 1      | Pang C-m W 3 - 2     | Akbaş W 5 - 0        | Goud           |
| Xu Zichun  | vedergewicht  | Testa W 3 - 2        | Valeria Arboleda Arboleda W 3 - 2 | Petecio V 0 - 5      | niet geplaatst       | niet geplaatst       | niet geplaatst |
| Yang Wenlu | lichtgewicht  | bye                  | Hà T L W 5 - 0                    | Shadrina W 3 - 2     | Wu S-y W 5 - 0       | Harrington V 1 - 4   | Zilver         |
| Yang Liu   | weltergewicht | bye                  | Panguana W 5 - 0                  | Derieuw W 5 - 0      | CHene N-c W 4 - 1    | Khelif V 0 - 5       | Zilver         |
| Li Qian    | middelgewicht | n.v.t.               | Bacyadan W 5 - 0                  | Borgohain W 4 - 1    | Parker W 5 - 0       | Bylon W 4 - 1        | Goud           |

### Boogschieten
Mannen
| atleet                            | onderdeel   | plaatsingsronde | plaatsingsronde | eerste ronde         | tweede ronde         | derde ronde          | kwartfinale            | halve finale         | finale / BM          | finale / BM    |
| atleet                            | onderdeel   | score           | rang            | tegenstander uitslag | tegenstander uitslag | tegenstander uitslag | tegenstander uitslag   | tegenstander uitslag | tegenstander uitslag | rang           |
| --------------------------------- | ----------- | --------------- | --------------- | -------------------- | -------------------- | -------------------- | ---------------------- | -------------------- | -------------------- | -------------- |
| Kao Wenchao                       | individueel | 665             | 26              | Jadhav W 6 - 0       | Ellison V 2 - 6      | niet geplaatst       | niet geplaatst         | niet geplaatst       | niet geplaatst       | niet geplaatst |
| Li Zhongyuan                      | individueel | 658             | 38              | Wise V 4 - 6         | niet geplaatst       | niet geplaatst       | niet geplaatst         | niet geplaatst       | niet geplaatst       | niet geplaatst |
| Wang Yan                          | individueel | 675             | 12              | Ticas W 6 - 0        | Franco W 6 - 2       | Lee W-s V 2 - 6      | niet geplaatst         | niet geplaatst       | niet geplaatst       | niet geplaatst |
| Kao Wenchao Li Zhongyuan Wang Yan | team        | 1998            | 4               | n.v.t.               | n.v.t.               | bye                  | Chinees Taipei W 5 - 1 | Zuid-Korea V 1 - 5   | Turkije V 2 - 6      | 4              |

Vrouwen
| atleet                           | onderdeel   | plaatsingsronde | plaatsingsronde | eerste ronde         | tweede ronde         | derde ronde          | kwartfinale          | halve finale         | finale / BM          | finale / BM    |
| atleet                           | onderdeel   | score           | rang            | tegenstander uitslag | tegenstander uitslag | tegenstander uitslag | tegenstander uitslag | tegenstander uitslag | tegenstander uitslag | rang           |
| -------------------------------- | ----------- | --------------- | --------------- | -------------------- | -------------------- | -------------------- | -------------------- | -------------------- | -------------------- | -------------- |
| An Qixuan                        | individueel | 656             | 26              | Ramazanova V 5 - 6   | niet geplaatst       | niet geplaatst       | niet geplaatst       | niet geplaatst       | niet geplaatst       | niet geplaatst |
| Li Jiaman                        | individueel | 667             | 9               | Andersun W 6 - 0     | Pitman W 6 - 0       | Valencia V 5 - 6     | niet geplaatst       | niet geplaatst       | niet geplaatst       | niet geplaatst |
| Yang Xiaolei                     | individueel | 673             | 3               | Elwalid W 7 - 3      | Barbelin V 2 - 6     | niet geplaatst       | niet geplaatst       | niet geplaatst       | niet geplaatst       | niet geplaatst |
| An Qixuan Li Jiaman Yang Xiaolei | team        | 1996            | 2               | n.v.t.               | n.v.t.               | bye                  | Indonesië W 5 - 1    | Mexico W 5 - 3       | Zuid-Korea V 4 - 5   | Zilver         |

Gemengd
| atleet                | onderdeel | plaatsingsronde | plaatsingsronde | eerste ronde         | kwartfinale          | halve finale         | finale / BM          | finale / BM    |
| atleet                | onderdeel | score           | rang            | tegenstander uitslag | tegenstander uitslag | tegenstander uitslag | tegenstander uitslag | rang           |
| --------------------- | --------- | --------------- | --------------- | -------------------- | -------------------- | -------------------- | -------------------- | -------------- |
| Wang Yan Yang Xiaolei | team      | 1348            | 4 Q             | Spanje V 2 - 6       | niet geplaatst       | niet geplaatst       | niet geplaatst       | niet geplaatst |

### Breaking
| Atleet        | Nickname  | Onderdeel | Round-Robin | Round-Robin | Kwartfinale            | Halve finale           | Finale / BM            | Finale / BM    |
| Atleet        | Nickname  | Onderdeel | Punten      | Rang        | Tegenstander Resultaat | Tegenstander Resultaat | Tegenstander Resultaat | Rang           |
| ------------- | --------- | --------- | ----------- | ----------- | ---------------------- | ---------------------- | ---------------------- | -------------- |
| Qi Xiangyu    | Lithe-ing | B-Boys    | 27          | 3           | niet geplaatst         | niet geplaatst         | niet geplaatst         | niet geplaatst |
| Liu Qingyi    | 671       | B-Girls   | 33          | 2 Q         | Kate W 6-3, 5-4, 9-0   | Nicka V 2-7, 5-4, 2-7  | India W 6-3, 9-0, 4-5  | Brons          |
| Zeng Yingying | Yingzi    | B-Girls   | 35          | 2 Q         | Nicka V 2-7, 5-4, 2-7  | niet geplaatst         | niet geplaatst         | niet geplaatst |

### Gewichtheffen
Mannen
| atleet      | onderdeel | trekken | trekken | stoten | stoten | totaal | rang |
| atleet      | onderdeel | score   | rang    | score  | rang   | totaal | rang |
| ----------- | --------- | ------- | ------- | ------ | ------ | ------ | ---- |
| Li Fabin    | -61 kg    | 143 OR  | 1       | 167    | 4      | 210    | Goud |
| Shi Zhiyong | -73 kg    | 165     | 1       | 191    | DNF    | DNF    | DNF  |
| Liu Huanhua | -102 kg   | 186     | 1       | 220    | 1      | 406    | Goud |

Vrouwen
| atlete      | onderdeel | trekken | trekken | stoten | stoten | totaal | rang |
| atlete      | onderdeel | score   | rang    | score  | rang   | totaal | rang |
| ----------- | --------- | ------- | ------- | ------ | ------ | ------ | ---- |
| Hou Zhihui  | -49 kg    | 89      | 2       | 117 OR | 1      | 206    | Goud |
| Luo Shifang | -59 kg    | 107 OR  | 1       | 134 OR | 1      | 241 OR | Goud |
| Li Wenwen   | +81 kg    | 136     | 1       | 173    | 1      | 309    | Goud |

### Golf
| atleet      | onderdeel | eerste ronde | tweede ronde | derde ronde | vierde ronde | totaal | totaal | totaal |
| atleet      | onderdeel | score        | score        | score       | score        | score  | par    | rang   |
| ----------- | --------- | ------------ | ------------ | ----------- | ------------ | ------ | ------ | ------ |
| Yuan Yechun | mannen    | 70           | 72           | 78          | 72           | 292    | +8     | 56     |
| Dou Zecheng | mannen    | 69           | 70           | 77          | 73           | 289    | +5     | 53     |
| Yin Ruoning | vrouwen   | 72           | 65           | 75          | 72           | 284    | -4     | =10    |
| Lin Xiyu    | vrouwen   | 71           | 70           | 71          | 69           | 281    | -7     | Brons  |

### Gymnastiek

#### Turnen
Mannen
| atleet       | onderdeel | kwalificatie | kwalificatie | kwalificatie | kwalificatie | kwalificatie | kwalificatie | kwalificatie | kwalificatie | finale  | finale  | finale  | finale  | finale  | finale  | finale  | finale  |
| atleet       | onderdeel | toestel      | toestel      | toestel      | toestel      | toestel      | toestel      | totaal       | positie      | toestel | toestel | toestel | toestel | toestel | toestel | totaal  | positie |
| atleet       | onderdeel | vloer        | voltige      | ringen       | sprong       | brug         | rekstok      | totaal       | positie      | vloer   | voltige | ringen  | sprong  | brug    | rekstok | totaal  | positie |
| ------------ | --------- | ------------ | ------------ | ------------ | ------------ | ------------ | ------------ | ------------ | ------------ | ------- | ------- | ------- | ------- | ------- | ------- | ------- | ------- |
| Zou Jingyuan | team      | -            | 14.600       | 15.300 Q     | -            | 16.200       | -            | n.v.t.       | n.v.t.       | -       | 14.800  | 14.933  | -       | 16.000  | -       | n.v.t.  | n.v.t.  |
| Xiao Ruoteng | team      | 13.666       | 14.266       | 13.600       | 14.733       | 14.800       | 13.833       | 84.898       | 4 Q          | 13.966  | 14.333  | -       | 14.800  | 14.733  | 13.433  | n.v.t.  | n.v.t.  |
| Liu Yang     | team      | 13.200       | -            | 15.233 Q     | 14.100       | -            | -            | n.v.t.       | n.v.t.       | -       | -       | 15.500  | -       | -       | -       | n.v.t.  | n.v.t.  |
| Zhang Boheng | team      | 14.466 Q     | 14.333       | 14.666       | 14.666       | 15.333 Q     | 15.133 Q     | 88.597       | 1 Q          | 14.233  | 14.433  | 14.833  | 14.533  | 15.100  | 14.733  | n.v.t.  | n.v.t.  |
| Sun Wei      | team      | 13.300       | 6.666        | -            | 12.966       | -            | 14.400 Q     | n.v.t.       | n.v.t.       | 14.333  | -       | -       | 12.766  | -       | 11.600  | n.v.t.  | n.v.t.  |
| Totaal       | team      | 41.432       | 43.199       | 45.199       | 43.499       | 46.333       | 43.366       | 263.028      | 1 Q          | 42.532  | 43.566  | 45.266  | 42.099  | 45.833  | 39.766  | 259.062 | 2 [ 2 ] |

Individuele finales
| atleet       | onderdeel | kwalificatie | kwalificatie | kwalificatie | kwalificatie | kwalificatie | kwalificatie | kwalificatie | kwalificatie | finale  | finale  | finale  | finale  | finale  | finale  | finale | finale  |
| atleet       | onderdeel | toestel      | toestel      | toestel      | toestel      | toestel      | toestel      | totaal       | positie      | toestel | toestel | toestel | toestel | toestel | toestel | totaal | positie |
| atleet       | onderdeel | vloer        | voltige      | ringen       | sprong       | brug         | rekstok      | totaal       | positie      | vloer   | voltige | ringen  | sprong  | brug    | rekstok | totaal | positie |
| ------------ | --------- | ------------ | ------------ | ------------ | ------------ | ------------ | ------------ | ------------ | ------------ | ------- | ------- | ------- | ------- | ------- | ------- | ------ | ------- |
| Xiao Ruoteng | meerkamp  | zie team     | zie team     | zie team     | zie team     | zie team     | zie team     | zie team     | zie team     | 14,333  | 14,266  | 13,800  | 14,833  | 14,766  | 14,366  | 86,364 | Brons   |
| Zhang Boheng | meerkamp  | zie team     | zie team     | zie team     | zie team     | zie team     | zie team     | zie team     | zie team     | 13,233  | 14,333  | 14,600  | 14,500  | 15,300  | 14,633  | 86,599 | Zilver  |
| Zhang Boheng | vloer     | 14,466       | n.v.t.       | n.v.t.       | n.v.t.       | n.v.t.       | n.v.t.       | n.v.t.       | 6 Q          | 13,933  | n.v.t.  | n.v.t.  | n.v.t.  | n.v.t.  | n.v.t.  | n.v.t. | 8       |
| Zhang Boheng | brug      | n.v.t.       | n.v.t.       | n.v.t.       | n.v.t.       | 15,333       | n.v.t.       | n.v.t.       | 2 Q          | n.v.t.  | n.v.t.  | n.v.t.  | n.v.t.  | 15,100  | n.v.t.  | n.v.t. | 4       |
| Zhang Boheng | rekstok   | n.v.t.       | n.v.t.       | n.v.t.       | n.v.t.       | n.v.t.       | 15,133       | n.v.t.       | 1 Q          | n.v.t.  | n.v.t.  | n.v.t.  | n.v.t.  | n.v.t.  | 13,966  | n.v.t. | Brons   |
| Su Weide     | rekstok   | n.v.t.       | n.v.t.       | n.v.t.       | n.v.t.       | n.v.t.       | 14,400       | n.v.t.       | 7 Q          | n.v.t.  | n.v.t.  | n.v.t.  | n.v.t.  | n.v.t.  | 13,433  | n.v.t. | 5       |
| Zou Jingyuan | brug      | n.v.t.       | n.v.t.       | n.v.t.       | n.v.t.       | 16,200       | n.v.t.       | n.v.t.       | 1 Q          | n.v.t.  | n.v.t.  | n.v.t.  | n.v.t.  | 16,200  | n.v.t.  | n.v.t. | Goud    |
| Zou Jingyuan | ringen    | n.v.t.       | n.v.t.       | 15,300       | n.v.t.       | n.v.t.       | n.v.t.       | n.v.t.       | 1 Q          | n.v.t.  | n.v.t.  | 15,233  | n.v.t.  | n.v.t.  | n.v.t.  | n.v.t. | Zilver  |
| Liu Yang     | ringen    | n.v.t.       | n.v.t.       | 15,233       | n.v.t.       | n.v.t.       | n.v.t.       | n.v.t.       | 2 'Q         | n.v.t.  | n.v.t.  | 15,300  | n.v.t.  | n.v.t.  | n.v.t.  | n.v.t. | Goud    |

Vrouwen
| Turnster(s) | Onderdeel | Kwalificatie | Kwalificatie | Kwalificatie | Kwalificatie | Kwalificatie | Kwalificatie | Finale  | Finale  | Finale  | Finale  | Finale  | Finale |
| Turnster(s) | Onderdeel | Toestel      | Toestel      | Toestel      | Toestel      | Totaal       | Plaats       | Toestel | Toestel | Toestel | Toestel | Totaal  | Plaats |
| Turnster(s) | Onderdeel | Sprong       | Brug         | Balk         | Vloer        | Totaal       | Plaats       | Sprong  | Brug    | Balk    | Vloer   | Totaal  | Plaats |
| ----------- | --------- | ------------ | ------------ | ------------ | ------------ | ------------ | ------------ | ------- | ------- | ------- | ------- | ------- | ------ |
| Qiu Qiyuan  | Team      | 13,233       | 15,066 Q     | 13,533       | 13,166       | 54,998       | 8 Q          | 13,133  | 14,300  | 14,600  | -       | n.v.t.  | n.v.t. |
| Zhou Yaqin  | Team      | 13,033       | -            | 14,866 Q     | 13,466       | n.v.t.       | n.v.t.       | -       | -       | 12,300  | 13,200  | n.v.t.  | n.v.t. |
| Luo Huan    | Team      | -            | 13,900       | 13,733       | -            | n.v.t.       | n.v.t.       | 13,166  | 13,933  | 13,900  | -       | n.v.t.  | n.v.t. |
| Ou Yushan   | Team      | 13,000       | 13,966       | 13,333       | 13,666 Q     | 53,965       | 12 Q         | -       | -       | -       | 12,733  | n.v.t.  | n.v.t. |
| Zhang Yihan | Team      | 13,833       | 14,700 Q     | -            | 13,533       | n.v.t.       | n.v.t.       | 13,700  | 14,433  | -       | 12,733  | n.v.t.  | n.v.t. |
| Totaal      | Team      | 40,099       | 43,732       | 42,132       | 40,665       | 166,628      | 3 Q          | 39,999  | 42,666  | 40,800  | 38,666  | 162,131 | 6      |

Individuele finales
| Turnster(s) | Onderdeel | Kwalificatie | Kwalificatie | Kwalificatie | Kwalificatie | Kwalificatie | Kwalificatie | Finale  | Finale  | Finale  | Finale  | Finale | Finale |
| Turnster(s) | Onderdeel | Toestel      | Toestel      | Toestel      | Toestel      | Totaal       | Plaats       | Toestel | Toestel | Toestel | Toestel | Totaal | Plaats |
| Turnster(s) | Onderdeel | Sprong       | Brug         | Balk         | Vloer        | Totaal       | Plaats       | Sprong  | Brug    | Balk    | Vloer   | Totaal | Plaats |
| ----------- | --------- | ------------ | ------------ | ------------ | ------------ | ------------ | ------------ | ------- | ------- | ------- | ------- | ------ | ------ |
| Zhang Yihan | brug      | n.v.t.       | 14,700       | n.v.t.       | n.v.t.       | n.v.t.       | 5 Q          | n.v.t.  | 12,800  | n.v.t.  | n.v.t.  | n.v.t. | 8      |
| Qiu Qiyuan  | brug      | n.v.t.       | 15,066       | n.v.t.       | n.v.t.       | n.v.t.       | 2 Q          | n.v.t.  | 15,500  | n.v.t.  | n.v.t.  | n.v.t. | Zilver |
| Qiu Qiyuan  | meerkamp  | zie team     | zie team     | zie team     | zie team     | zie team     | zie team     | 13,133  | 13,900  | 14,500  | 13,233  | 54,766 | 7      |
| Ou Yushan   | meerkamp  | zie team     | zie team     | zie team     | zie team     | zie team     | zie team     | 12,966  | 13,966  | 14,033  | 11,933  | 52,898 | 16     |
| Ou Yushan   | vloer     | n.v.t.       | n.v.t.       | n.v.t.       | 13,666       | n.v.t.       | 6 Q          | n.v.t.  | n.v.t.  | n.v.t.  | 13,000  | n.v.t. | 8      |
| Zhou Yaqin  | balk      | n.v.t.       | n.v.t.       | 14,866       | n.v.t.       | n.v.t.       | 1 Q          | n.v.t.  | n.v.t.  | 14,100  | n.v.t.  | n.v.t. | Zilver |

#### Ritmisch
| atleten   | onderdeel   | kwalificatie | kwalificatie | kwalificatie | kwalificatie | kwalificatie | kwalificatie | finale | finale | finale  | finale | finale  | finale |
| atleten   | onderdeel   | hoepel       | bal          | knotsen      | lint         | totaal       | rang         | hoepel | bal    | knotsen | lint   | totaal  | rang   |
| --------- | ----------- | ------------ | ------------ | ------------ | ------------ | ------------ | ------------ | ------ | ------ | ------- | ------ | ------- | ------ |
| Wang Zilu | individueel | 34,200       | 32,000       | 30,650       | 31,250       | 128,100      | 10 Q         | 35,250 | 32,700 | 34,300  | 29,300 | 131,550 | 7      |

| atleten                                                                | onderdeel | kwalificatie | kwalificatie         | kwalificatie | kwalificatie | finale   | finale               | finale | finale |
| atleten                                                                | onderdeel | 5 linten     | 3 knotsen, 2 hoepels | totaal       | rang         | 5 linten | 3 knotsen, 2 hoepels | totaal | rang   |
| ---------------------------------------------------------------------- | --------- | ------------ | -------------------- | ------------ | ------------ | -------- | -------------------- | ------ | ------ |
| Guo Qiqi Hao Ting Huang Zhangjiayang Wang Lanjing Ding Xinyi Pu Yanzhu | team      | 35,500       | 32,400               | 67,900       | 5 Q          | 36,950   | 32,850               | 69,800 | Goud   |

#### Trampoline
| atleet      | onderdeel | kwalificaties | kwalificaties | finale | finale |
| atleet      | onderdeel | score         | rang          | score  | rang   |
| ----------- | --------- | ------------- | ------------- | ------ | ------ |
| Yan Langyu  | mannen    | 62,220        | 3 Q           | 60,950 | Brons  |
| Wang Zisai  | mannen    | 62,230        | 2 Q           | 61,890 | Zilver |
| Zhu Xueying | vrouwen   | 56,720        | 1 Q           | 55,510 | 4      |
| Hu Yicheng  | vrouwen   | 56,270        | 3 Q           | 11,790 | 8      |

### Hockey
Vrouwen
| Hockeyer(s) | Onderdeel | Plaats |
| --- | --------- | ------ |
| Chinese vrouwen hockeyploeg Chen Yang Chen Yi Dan Wen Fan Yunxia Gu Bingfeng He Jiangxin Li Hong Ma Ning Ou Zixia Tan Jinzhuang Xu Wenyu Yang Liu Ye Jiao Yu Anhui Zhang Ying Zhong Jiaqi Zou Meirong | Vrouwen   | Zilver |

| Pos | Team          | Wed | W | G | V | Ptn | DV | DT | +/− | Kwalificatie |
| --- | ------------- | --- | - | - | - | --- | -- | -- | --- | ------------ |
| 1   | Nederland     | 5   | 5 | 0 | 0 | 15  | 19 | 5  | +14 | Kwartfinales |
| 2   | België        | 5   | 4 | 0 | 1 | 12  | 13 | 4  | +9  | Kwartfinales |
| 3   | Duitsland     | 5   | 3 | 0 | 2 | 9   | 12 | 7  | +5  | Kwartfinales |
| 4   | China         | 5   | 2 | 0 | 3 | 6   | 15 | 10 | +5  | Kwartfinales |
| 5   | Japan         | 5   | 1 | 0 | 4 | 3   | 2  | 15 | −13 |              |
| 6   | Frankrijk (G) | 5   | 0 | 0 | 5 | 0   | 4  | 24 | −20 |              |

| Groepsfase      |                 |           |           |                         |       |  |  |
| 28 juli 2024    | 10:00           | België    | 2 - 1     | China                   |       |  |  |
| 29 juli 2024    | 10:30           | Japan     | 0 - 5     | China                   |       |  |  |
| 31 juli 2024    | 20:15           | Nederland | 3 - 0     | China                   |       |  |  |
| 2 augustus 2024 | 10:00           | China     | 2 - 4     | Duitsland               |       |  |  |
| 3 augustus 2024 | 17:00           | China     | 7 - 1     | Frankrijk               |       |  |  |
|                 |                 |           |           |                         |       |  |  |
| Kwartfinale     | 5 augustus 2024 | 10:00     | Australië | 2 - 3                   | China |  |  |
|                 |                 |           |           |                         |       |  |  |
| Halve finale    | 7 augustus 2024 | 19:00     | België    | 1 - 1 shoot-outs: 2 - 3 | China |  |  |
|                 |                 |           |           |                         |       |  |  |
| Finale          | 9 augustus 2024 | 20:00     | Nederland | 1 - 1 shoot-outs: 3 - 1 | China |  |  |

### Judo
Vrouwen
| atlete       | onderdeel | eerste ronde         | tweede ronde         | derde ronde          | kwartfinale          | halve finale         | herkansing           | finale / BM          | finale / BM    |
| atlete       | onderdeel | tegenstander uitslag | tegenstander uitslag | tegenstander uitslag | tegenstander uitslag | tegenstander uitslag | tegenstander uitslag | tegenstander uitslag | rang           |
| ------------ | --------- | -------------------- | -------------------- | -------------------- | -------------------- | -------------------- | -------------------- | -------------------- | -------------- |
| Guo Zongying | −48 kg    | n.v.t.               | Laborde V 00 - 10    | niet geplaatst       | niet geplaatst       | niet geplaatst       | niet geplaatst       | niet geplaatst       | niet geplaatst |
| Zhu Yeqing   | −52 kg    | n.v.t.               | Khorloodoi V 00 - 10 | niet geplaatst       | niet geplaatst       | niet geplaatst       | niet geplaatst       | niet geplaatst       | niet geplaatst |
| Cai Qi       | −57 kg    | n.v.t.               | Pardayeva V 00 - 10  | niet geplaatst       | niet geplaatst       | niet geplaatst       | niet geplaatst       | niet geplaatst       | niet geplaatst |
| Tang Jing    | −63 kg    | n.v.t.               | Watnabe W 10 - 00    | Fazliu V 00 - 10     | niet geplaatst       | niet geplaatst       | niet geplaatst       | niet geplaatst       | niet geplaatst |
| Ma Zhenzhao  | −78 kg    | n.v.t.               | bye                  | Yoon H-j W 10 - 01   | Sampoia V 00 - 10    | niet geplaatst       | Lytvynenko W 10 - 00 | Wagner W 01 - 00     | Brons          |
| Xu Shiyan    | +78 kg    | n.v.t.               | bye                  | Sone V 00 - 01       | niet geplaatst       | niet geplaatst       | niet geplaatst       | niet geplaatst       | niet geplaatst |

### Kanovaren

#### Kayak Cross
| Atleet     | Onderdeel      | Tijdrit | Tijdrit | Ronde 1 | Herkansingen | Series         | Kwartfinale    | Halve finale   | Finale         |
| Atleet     | Onderdeel      | Tijd    | Rang    | Rang    | Rang         | Rang           | Rang           | Rang           | Rang           |
| ---------- | -------------- | ------- | ------- | ------- | ------------ | -------------- | -------------- | -------------- | -------------- |
| Quan Xin   | KX-1 (mannen)  | 69,13   | 13 Q    | 1 Q     | bye          | 4              | niet geplaatst | niet geplaatst | niet geplaatst |
| Li Shiting | KX-1 (vrouwen) | 77,40   | 25 Q    | 3 H     | 3            | niet geplaatst | niet geplaatst | niet geplaatst | niet geplaatst |

#### Slalom
Mannen
| atleet   | onderdeel  | series | series | series | series | series    | series | halve finale | halve finale | finale | finale |
| atleet   | onderdeel  | run 1  | rang   | run 2  | rang   | beste run | rang   | tijd         | rang         | tijd   | rang   |
| -------- | ---------- | ------ | ------ | ------ | ------ | --------- | ------ | ------------ | ------------ | ------ | ------ |
| Quan Xin | K-1 slalom | 87,23  | 7      | 89,80  | 10     | 87,23     | 11 Q   | 95,95        | 11 Q         | 94,75  | 11     |

Vrouwen
| atlete     | onderdeel  | series | series | series | series | series    | series | halve finale | halve finale | finale         | finale         |
| atlete     | onderdeel  | run 1  | rang   | run 2  | rang   | beste run | rang   | tijd         | rang         | tijd           | rang           |
| ---------- | ---------- | ------ | ------ | ------ | ------ | --------- | ------ | ------------ | ------------ | -------------- | -------------- |
| Huang Juan | C-1 slalom | 112,88 | 15     | 108,47 | 11     | 108,47    | 14 Q   | 121,64       | 15           | niet geplaatst | niet geplaatst |
| Li Shiting | K-1 slalom | 110,39 | 23     | 101,63 | 20     | 101,63    | 20 Q   | 111,04       | 16           | niet geplaatst | niet geplaatst |

#### Sprint
Mannen
| atleet                                      | onderdeel  | series  | series | kwartfinale | kwartfinale | halve finale   | halve finale   | finale         | finale         |
| atleet                                      | onderdeel  | tijd    | rang   | tijd        | rang        | tijd           | rang           | tijd           | rang           |
| ------------------------------------------- | ---------- | ------- | ------ | ----------- | ----------- | -------------- | -------------- | -------------- | -------------- |
| Ji Bowen                                    | C-1 1000 m | 4.02,85 | 5 KF   | 3.56,36     | 2 HF        | 2.46,48        | 7 FB           | 3.58,13        | 15             |
| Liu Hao                                     | C-1 1000 m | 3.45,85 | 2 HF   | bye         | bye         | 4.01,95        | 7 FB           | 3.52,25        | 13             |
| Liu Hao Ji Bowen                            | C-2 500 m  | 1.37,40 | 1 HF   | bye         | bye         | 1.40,83        | 1 FA           | 1.39,48        | Goud           |
| Zhang Dong                                  | K-1 1000 m | 3.35,83 | 4 KF   | 3.37,75     | 4           | niet geplaatst | niet geplaatst | niet geplaatst | niet geplaatst |
| Bu Tingkai Zhang Dong                       | K-2 500 m  | 1.36,79 | 4 KF   | 1.29,58     | 5           | niet geplaatst | niet geplaatst | niet geplaatst | niet geplaatst |
| Bu Tingkai Wang Congkang Zhang Dong Dong Yi | K-4 500 m  | 1.25,00 | 5 KF   | 1.21,31     | 7           | niet geplaatst | niet geplaatst | niet geplaatst | niet geplaatst |

Vrouwen
| atleet                                     | onderdeel | series  | series | kwartfinale | kwartfinale | halve finale | halve finale | finale  | finale |
| atleet                                     | onderdeel | tijd    | rang   | tijd        | rang        | tijd         | rang         | tijd    | rang   |
| ------------------------------------------ | --------- | ------- | ------ | ----------- | ----------- | ------------ | ------------ | ------- | ------ |
| Lin Wenjun                                 | C-1 200 m | 46,84   | 3 KF   | 48,13       | 2 HF        | 45,70        | 4 FA         | 45,23   | 7      |
| Xu Shixiao Sun Mengya                      | C-2 500 m | 1.54,45 | 1 HF   | bye         | bye         | 45,70        | 1 FA         | 1.52,81 | Goud   |
| Wang Nan                                   | K-1 500 m | 1.51,28 | 1 HF   | bye         | bye         | 1.50,96      | 2 FA         | 1.50,89 | 5      |
| Yin Mengdie                                | K-1 500 m | 1.52,29 | 4 KF   | 1.49,74     | 2 HF        | 1.50,52      | 4 FB         | 1.53,25 | 13     |
| Yu Shimeng Chen Yule                       | K-2 500 m | 1.42,70 | 2 HF   | bye         | bye         | 1.44,45      | 8 FB         | 1.46,26 | 14     |
| Li Dongyin Yin Mengdie Wang Nan Sun Yuewen | K-4 500 m | 1.33,64 | 3 FA   | n.v.t.      | n.v.t.      | bye          | bye          | 1.33,57 | 5      |

### Klimsport

#### Boulder & Lead combined
| Atleet        | Onderdeel | Kwalificatie | Kwalificatie | Kwalificatie | Kwalificatie | Kwalificatie | Kwalificatie | Finale         | Finale         | Finale         | Finale         | Finale         | Finale         |
| Atleet        | Onderdeel | Boulder      | Boulder      | Lead         | Lead         | Totaal       | Rang         | Boulder        | Boulder        | Lead           | Lead           | Totaal         | Rang           |
| Atleet        | Onderdeel | Resultaat    | Rang         | Hold         | Rang         | Totaal       | Rang         | Resultaat      | Rang           | Hold           | Rang           | Totaal         | Rang           |
| ------------- | --------- | ------------ | ------------ | ------------ | ------------ | ------------ | ------------ | -------------- | -------------- | -------------- | -------------- | -------------- | -------------- |
| Pan Yufei     | mannen    | 29,0         | 13           | 30,1         | 10           | 59,1         | 12           | niet geplaatst | niet geplaatst | niet geplaatst | niet geplaatst | niet geplaatst | niet geplaatst |
| Zhang Yuetong | vrouwen   | 29,7         | 15           | 68,0         | 6            | 97,7         | 13           | niet geplaatst | niet geplaatst | niet geplaatst | niet geplaatst | niet geplaatst | niet geplaatst |
| Luo Zhilu     | vrouwen   | 63,6         | 9            | 48,1         | 13           | 111,7        | 10           | niet geplaatst | niet geplaatst | niet geplaatst | niet geplaatst | niet geplaatst | niet geplaatst |

#### Speed
| Atleet      | Onderdeel | Kwalificatie | Kwalificatie | Ronde 1                | Kwartfinale             | Halve finale               | Finale / BM            | Finale / BM    |
| Atleet      | Onderdeel | Tijd         | Rang         | Tegenstander Tijd      | Tegenstander Tijd       | Tegenstander Tijd          | Tegenstander Tijd      | Rang           |
| ----------- | --------- | ------------ | ------------ | ---------------------- | ----------------------- | -------------------------- | ---------------------- | -------------- |
| Long Jinbao | mannen    | 5,29         | 11 Q         | Zurloni V 5,18 - 5,06  | niet geplaatst          | niet geplaatst             | niet geplaatst         | niet geplaatst |
| Wu Peng     | mannen    | 5,01         | 5 Q          | Shin E-c W 5,00 - 7,24 | Zurloni W 4,995 - 4,997 | Watson W 4,85 - 4,93       | Leonardo V 4,77 - 4,75 | Zilver         |
| Deng Lijuan | vrouwen   | 6,40         | 5 Q          | Viglione W 6,48 - 6,86 | Dewi W 6,363 - 6,369    | Sallsabillah W 6,38 - 6,41 | Mirosław V 6,18 - 6,10 | Zilver         |
| Zhou Yafei  | vrouwen   | 6,389        | 4 Q          | Colli W 6,55 - 6,84    | Kałucka V 6,58 - 6,49   | niet geplaatst             | niet geplaatst         | niet geplaatst |

### Moderne vijfkamp
Chinese moderne vijfkampers stelden drie quotumplaatsen voor Parijs 2024 veilig. Li Shuhuan en Zhang Mingyu stelden hun plaatsen in het mannen- en vrouwenonderdeel veilig door de gouden en bronzen medaille te winnen in hun respectievelijke klasse tijdens de Aziatische Spelen van 2022 in Hangzhou, China. Later sloot Luo Shuai zich aan bij het Chinese moderne vijfkampteam door te worden genomineerd als een van de hoogst gerangschikte atleten, die zich nog niet hebben gekwalificeerd, in de Olympische ranglijst.
| atlete       | onderdeel | onderdeel    | schermen (degen) | schermen (degen) | schermen (degen) | schermen (degen) | zwemmen (200 m vrije slag) | zwemmen (200 m vrije slag) | zwemmen (200 m vrije slag) | paardrijden (springen) | paardrijden (springen) | paardrijden (springen) | combinatie: schieten/lopen (10 m luchtpistool)/(3200 m) | combinatie: schieten/lopen (10 m luchtpistool)/(3200 m) | combinatie: schieten/lopen (10 m luchtpistool)/(3200 m) | totaal punten  | rang           |
| atlete       | onderdeel | onderdeel    | RR               | BR               | rang             | punten           | tijd                       | rang                       | punten                     | strafpunten            | rang                   | punten                 | tijd                                                    | rang                                                    | punten                                                  | totaal punten  | rang           |
| ------------ | --------- | ------------ | ---------------- | ---------------- | ---------------- | ---------------- | -------------------------- | -------------------------- | -------------------------- | ---------------------- | ---------------------- | ---------------------- | ------------------------------------------------------- | ------------------------------------------------------- | ------------------------------------------------------- | -------------- | -------------- |
| Li Shuhuan   | mannen    | halve finale | 19-16            | 2                | 16               | 222              | 2.09,53                    | 16                         | 291                        | 9                      | 11                     | 677                    | 10.23,61                                                | 11                                                      | 277                                                     | 1481           | 12             |
| Li Shuhuan   | mannen    | finale       | niet geplaatst   | niet geplaatst   | niet geplaatst   | niet geplaatst   | niet geplaatst             | niet geplaatst             | niet geplaatst             | niet geplaatst         | niet geplaatst         | niet geplaatst         | niet geplaatst                                          | niet geplaatst                                          | niet geplaatst                                          | niet geplaatst | niet geplaatst |
| Luo Shuai    | mannen    | halve finale | 17-18            | 0                | 20               | 210              | 2.06,75                    | 11                         | 297                        | 14                     | 13                     | 286                    | 9.58,62                                                 | 3                                                       | 702                                                     | 1495           | 11             |
| Luo Shuai    | mannen    | finale       | niet geplaatst   | niet geplaatst   | niet geplaatst   | niet geplaatst   | niet geplaatst             | niet geplaatst             | niet geplaatst             | niet geplaatst         | niet geplaatst         | niet geplaatst         | niet geplaatst                                          | niet geplaatst                                          | niet geplaatst                                          | niet geplaatst | niet geplaatst |
| Zhang Mingyu | vrouwen   | halve finale | 20-15            | 2                | 7                | 227              | 2.14,72                    | 5                          | 281                        | 0                      | 300                    | 3                      | 11.59,61                                                | 10                                                      | 581                                                     | 1389           | 8 Q            |
| Zhang Mingyu | vrouwen   | finale       | 20-15            | 0                | 7                | 225              | 2.17,66                    | 10                         | 275                        | 0                      | 3                      | 300                    | 11.54,40                                                | 17                                                      | 586                                                     | 1386           | 14             |

### Paardensport

#### Eventing
| ruiter        | paard                   | onderdeel   | dressuur    | dressuur | cross-country | cross-country | cross-country | springen      | springen      | springen      | springen      | springen      | springen      | totaal        | totaal        |
| ruiter        | paard                   | onderdeel   | dressuur    | dressuur | cross-country | cross-country | cross-country | kwalificatie  | kwalificatie  | kwalificatie  | finale        | finale        | finale        | totaal        | totaal        |
| ruiter        | paard                   | onderdeel   | strafpunten | rang     | strafpunten   | totaal        | rang          | strafpunten   | totaal        | rang          | strafpunten   | totaal        | rang          | strafpunten   | rang          |
| ------------- | ----------------------- | ----------- | ----------- | -------- | ------------- | ------------- | ------------- | ------------- | ------------- | ------------- | ------------- | ------------- | ------------- | ------------- | ------------- |
| Alex Hua Tian | Jilsonne Van Bareelhof  | individueel | 22,00       | 3        | 20,60         | 42,60         | 32            | 1,60          | 44,20         | 25 Q          | 0,00          | 44,20         | 23            | 44,20         | 23            |
| Sun Huadong   | Lady Chin V'T Moerven Z | individueel | 33,60       | 36       | terugtrekking | terugtrekking | terugtrekking | terugtrekking | terugtrekking | terugtrekking | terugtrekking | terugtrekking | terugtrekking | terugtrekking | terugtrekking |

### Roeien
Mannen
| atleet                     | onderdeel  | series  | series | herkansingen | herkansingen | kwartfinale | kwartfinale | halve finale | halve finale | finale  | finale |
| atleet                     | onderdeel  | tijd    | rang   | tijd         | rang         | tijd        | rang        | tijd         | rang         | tijd    | rang   |
| -------------------------- | ---------- | ------- | ------ | ------------ | ------------ | ----------- | ----------- | ------------ | ------------ | ------- | ------ |
| Liu Zhiyu Adilijan Suritan | dubbeltwee | 6.29,70 | 5 H    | 6.39,06      | 3 HA/B       | n.v.t.      | n.v.t.      | 6.38,82      | 5 FB         | 6.21,98 | 11     |

Vrouwen
| atleet                                          | onderdeel         | series  | series | herkansingen | herkansingen | kwartfinale | kwartfinale | halve finale   | halve finale   | finale  | finale |
| atleet                                          | onderdeel         | tijd    | rang   | tijd         | rang         | tijd        | rang        | tijd           | rang           | tijd    | rang   |
| ----------------------------------------------- | ----------------- | ------- | ------ | ------------ | ------------ | ----------- | ----------- | -------------- | -------------- | ------- | ------ |
| Lu Shiyu Shen Shuangmei                         | dubbeltwee        | 6.58,85 | 3 HA/B | bye          | bye          | n.v.t.      | n.v.t.      | 7.09,75        | 6 FB           | 7.00,71 | 12     |
| Zou Jiaqi Qiu Xiuping                           | lichte dubbeltwee | 7.15,03 | 5 H    | 7.42,66      | 5 FC         | n.v.t.      | n.v.t.      | niet geplaatst | niet geplaatst | 7.07,55 | 13     |
| Chen Yunxia Zhang Ling Lü Yang Cui Xiaotong     | dubbelvier        | 6.22,29 | 3 H    | 6.28,72      | 2 FA         | n.v.t.      | n.v.t.      | n.v.t.         | n.v.t.         | 6.27,08 | 6      |
| Zhang Shuxian Liu Xiaoxin Wang Zifeng Xu Xingye | vier-zonder       | 6.49,12 | 3 H    | 6.33,60      | 2 FA         | n.v.t.      | n.v.t.      | n.v.t.         | n.v.t.         | 6.36,18 | 6      |

Legenda: FA=finale A (medailles); FB=finale B (geen medailles); FC=finale C (geen medailles); FD=finale D (geen medailles); FE=finale E (geen medailles); FF=finale F (geen medailles); HA/B=halve finale A/B; HC/D=halve finale C/D; HE/F=halve finale E/F; KF=kwartfinale; H=herkansing

### Rugby
Vrouwen
| Olympiër | Discipline | Resultaat | Prestatie |
| --- | ---------- | --------- | --------- |
| Gu Yaoyao Sun Yue Chen Keyi Liu Xiaqian Wang Wanyu Su Qi Hu Yu Yan Meiling Ruan Hongting Yang Feifei Zhou Yan Dou Xinrong | vrouwen    | 6         | zie onder |

| Groep |               |             |             |             |             |            |            |            |        |
| #     | Land          | Wedstrijden | Wedstrijden | Wedstrijden | Wedstrijden | Doelpunten | Doelpunten | Doelpunten | Punten |
| #     | Land          | GW          | W           | G           | V           | V          | T          | Saldo      | Punten |
| 1     | Nieuw-Zeeland | 9           | 3           | 3           | 0           | 0          | 114        | 19         | +95    |
| 2     | Canada        | 7           | 3           | 2           | 0           | 1          | 50         | 64         | -14    |
| 3     | China         | 5           | 3           | 1           | 0           | 2          | 62         | 81         | -19    |
| 4     | Fiji          | 3           | 3           | 0           | 0           | 3          | 33         | 95         | -62    |

| groepsfase            |              |               |               |         |                  |  |  |
| 28 juli 2024          | 18:00        | Nieuw-Zeeland | 43 - 5        | China   |                  |  |  |
| 28 juli 2024          | 21:00        | Fiji          | 12 - 40       | China   |                  |  |  |
| 29 juli 2024          | 16:00        | Canada        | 26 - 17       | China   |                  |  |  |
|                       |              |               |               |         |                  |  |  |
| kwartfinale           | 29 juli 2024 | 21:00         | Nieuw-Zeeland | 55 - 5  | China            |  |  |
|                       |              |               |               |         |                  |  |  |
| plaatsing 5 - 8       | 30 juli 2024 | 14:30         | China         | 19 - 15 | Groot-Brittannië |  |  |
|                       |              |               |               |         |                  |  |  |
| wedstrijd om plaats 5 | 30 juli 2024 | 18:30         | China         | 7 - 21  | Frankrijk        |  |  |

### Schermen
Mannen
| atleet                              | onderdeel   | eerste ronde         | tweede ronde         | derde ronde          | kwartfinale          | halve finale                     | finale / BM                           | finale / BM    |
| atleet                              | onderdeel   | tegenstander uitslag | tegenstander uitslag | tegenstander uitslag | tegenstander uitslag | tegenstander uitslag             | tegenstander uitslag                  | rang           |
| ----------------------------------- | ----------- | -------------------- | -------------------- | -------------------- | -------------------- | -------------------------------- | ------------------------------------- | -------------- |
| Wang Zijie                          | degen       | bye                  | Limardo W 15 - 12    | Kano V 4 - 15        | niet geplaatst       | niet geplaatst                   | niet geplaatst                        | niet geplaatst |
| Mo Zhiwei                           | floret      | bye                  | Toldo W 15 - 7       | Cheung K L V 10 - 15 | niet geplaatst       | niet geplaatst                   | niet geplaatst                        | niet geplaatst |
| Chen Haiwei                         | floret      | bye                  | Meinhardt V 7 - 15   | niet geplaatst       | niet geplaatst       | niet geplaatst                   | niet geplaatst                        | niet geplaatst |
| Xu Jie                              | floret      | bye                  | Macchi V 10 - 15     | niet geplaatst       | niet geplaatst       | niet geplaatst                   | niet geplaatst                        | niet geplaatst |
| Mo Zhiwei Chen Haiwei Xu Jie Wu Bin | floret team | n.v.t.               | n.v.t.               | n.v.t.               | Frankrijk V 35 - 45  | Plaatsing 5 - 8 Canada W 45 - 32 | Wedstrijd om plaats 5 Polen W 45 - 30 | 5              |
| Shen Chenpeng                       | sabel       | bye                  | Gallo W 15 - 6       | Park S-w W 15 - 11   | Ferjani V 14 - 15    | niet geplaatst                   | niet geplaatst                        | niet geplaatst |

Vrouwen
| atleet                                              | onderdeel   | eerste ronde         | tweede ronde         | derde ronde          | kwartfinale                | halve finale                        | finale / BM                            | finale / BM    |
| atleet                                              | onderdeel   | tegenstander uitslag | tegenstander uitslag | tegenstander uitslag | tegenstander uitslag       | tegenstander uitslag                | tegenstander uitslag                   | rang           |
| --------------------------------------------------- | ----------- | -------------------- | -------------------- | -------------------- | -------------------------- | ----------------------------------- | -------------------------------------- | -------------- |
| Sun Yiwen                                           | degen       | bye                  | Yoshimura V 13 - 14  | niet geplaatst       | niet geplaatst             | niet geplaatst                      | niet geplaatst                         | niet geplaatst |
| Yu Sihan                                            | degen       | bye                  | Lee H-i W 15 - 13    | Candassamy W 15 - 10 | Muhari V 10 - 15           | niet geplaatst                      | niet geplaatst                         | niet geplaatst |
| Tang Junyao                                         | degen       | bye                  | Muhari V 10 - 15     | niet geplaatst       | niet geplaatst             | niet geplaatst                      | niet geplaatst                         | niet geplaatst |
| Sun Yiwen Yu Sihan Tang Junyao Xu Nuo               | degen team  | n.v.t.               | n.v.t.               | n.v.t.               | Oekraïne W 45 - 41         | Italië V 24 - 45                    | Polen V 31 - 32                        | 4              |
| Chen Qiangyuan                                      | floret      | bye                  | Yunjia V 7 - 15      | niet geplaatst       | niet geplaatst             | niet geplaatst                      | niet geplaatst                         | niet geplaatst |
| Huang Qianqian                                      | floret      | bye                  | El-Sharkawy W 15 - 5 | Kiefer V 9 - 15      | niet geplaatst             | niet geplaatst                      | niet geplaatst                         | niet geplaatst |
| Wang Yuting                                         | floret      | bye                  | Harvey V 8 - 12      | niet geplaatst       | niet geplaatst             | niet geplaatst                      | niet geplaatst                         | niet geplaatst |
| Chen Qiangyuan Huang Qianqian Wang Yuting Jiao Enqi | floret team | n.v.t.               | n.v.t.               | n.v.t.               | Verenigde Staten V 37 - 45 | Plaatsing 5 - 8 Frankrijk V 39 - 45 | Wedstrijd om plaats 7 Egypte W 45 - 18 | 7              |
| Yang Hengyu                                         | sabel       | bye                  | Bashta V 9 - 15      | niet geplaatst       | niet geplaatst             | niet geplaatst                      | niet geplaatst                         | niet geplaatst |

### Schietsport
Mannen
| atleet      | onderdeel               | kwalificaties | kwalificaties | finale         | finale         |
| atleet      | onderdeel               | punten        | rang          | punten         | rang           |
| ----------- | ----------------------- | ------------- | ------------- | -------------- | -------------- |
| Sheng Lihao | 10 m luchtgeweer        | 631,7         | 1 Q           | 252,2 OR       | Goud           |
| Du Linshu   | 10 m luchtgeweer        | 625,0         | 41            | niet geplaatst | niet geplaatst |
| Du Linshu   | 50 m geweer 3 houdingen | 588-33x       | 16            | niet geplaatst | niet geplaatst |
| Liu Yukun   | 50 m geweer 3 houdingen | 594-38x OR    | 1 Q           | 463,6          | Goud           |
| Zhang Bowen | 10 m luchtpistool       | 573-21x       | 19            | niet geplaatst | niet geplaatst |
| Xie Yu      | 10 m luchtpistool       | 579-16x       | 6 Q           | 240,9          | Goud           |
| Wang Xinjie | 25 m snelvuurpistool    | 587-24x       | 2 Q           | 23             | Brons          |
| Li Yuehong  | 25 m snelvuurpistool    | 588-30x       | 1 Q           | 32             | Goud           |
| Lyu Jianlin | skeet                   | 118           | 17            | niet geplaatst | niet geplaatst |
| Qi Ying     | trap                    | 123 (+7)      | 1 Q           | 44             | Zilver         |
| Yu Haicheng | trap                    | 122 (+6)      | 8             | niet geplaatst | niet geplaatst |

Vrouwen
| atlete         | onderdeel               | kwalificaties | kwalificaties | finale           | finale         |
| atlete         | onderdeel               | punten        | rang          | punten           | rang           |
| -------------- | ----------------------- | ------------- | ------------- | ---------------- | -------------- |
| Huang Yuting   | 10 m luchtgeweer        | 632,6         | 4 Q           | 251,8 (+10,3) OR | Zilver         |
| Han Jiayu      | 10 m luchtgeweer        | 628,1         | 16            | niet geplaatst   | niet geplaatst |
| Han Jiayu      | 50 m geweer 3 houdingen | 578-26x       | 27            | niet geplaatst   | niet geplaatst |
| Zhang Qiongyue | 50 m geweer 3 houdingen | 593-40x OR    | 2 Q           | 452,9            | Brons          |
| Jiang Ranxin   | 10 m luchtpistool       | 577-13x       | 8 Q           | 156,5            | 6              |
| Li Xue         | 10 m luchtpistool       | 577-23x       | 6 Q           | 178,2            | 5              |
| Zhao Nan       | 25 m pistool            | 586-19x       | 5 Q           | 23               | 5              |
| Liang Xiaoya   | 25 m pistool            | 584-23x       | 9             | niet geplaatst   | niet geplaatst |
| Jiang Yiting   | skeet                   | 119           | 10            | niet geplaatst   | niet geplaatst |
| Wei Meng       | skeet                   | 118           | 13            | niet geplaatst   | niet geplaatst |
| Wu Cuicui      | trap                    | 122 (+0+0)    | 5 Q           | 17               | 6              |
| Zhang Xinqiu   | trap                    | 121 (+1)      | 7             | niet geplaatst   | niet geplaatst |

Gemengd
| atlete                   | onderdeel              | kwalificatie | kwalificatie | finale                        | finale         |
| atlete                   | onderdeel              | punten       | rang         | tegenstander resultaat        | rang           |
| ------------------------ | ---------------------- | ------------ | ------------ | ----------------------------- | -------------- |
| Huang Yuting Sheng Lihao | 10 m luchtgeweer team  | 632.2        | 1 Q          | Keum J-h - Park H-j W 16 - 12 | 1 [ 3 ]        |
| Han Jiayu Du Linshu      | 10 m luchtgeweer team  | 628.5        | 8            | niet geplaatst                | niet geplaatst |
| Xie Yu Jiang Ranxin      | 10 m luchtpistool team | 576-20x      | 8            | niet geplaatst                | niet geplaatst |
| Li Xue Zhang Bowen       | 10 m luchtpistool team | 578-19x      | 5            | niet geplaatst                | niet geplaatst |
| Jiang Yiting Lyu Jianlin | skeet team             | 146          | 3 FB         | Chaucan - Naruka W 44 - 43    | Brons          |

### Schoonspringen
Mannen
| atleet                   | onderdeel                | series | series | halve finale | halve finale | finale | finale  |
| atleet                   | onderdeel                | punten | rang   | punten       | rang         | punten | rang    |
| ------------------------ | ------------------------ | ------ | ------ | ------------ | ------------ | ------ | ------- |
| Wang Zongyuan            | 3 m plank                | 530,65 | 1 Q    | 537,85       | 1 Q          | 530,20 | Zilver  |
| Xie Siyi                 | 3 m plank                | 509,60 | 2 Q    | 505,85       | 2 Q          | 543,60 | Goud    |
| Wang Zongyuan Long Daoyi | 3 meter plank synchroon  | n.v.t. | n.v.t. | n.v.t.       | n.v.t.       | 446,10 | Goud    |
| Cao Yuan                 | 10 m toren               | 500,15 | 1 Q    | 504,00       | 1 Q          | 547,50 | Goud    |
| Yang Hao                 | 10 m toren               | 479,80 | 4 Q    | 490,55       | 2 Q          | 390,20 | 12      |
| Lian Junjie Yang Hao     | 10 meter toren synchroon | n.v.t. | n.v.t. | n.v.t.       | n.v.t.       | 490.35 | 1 [ 4 ] |

Vrouwen
| atlete                  | onderdeel            | series | series | halve finale | halve finale | finale | finale |
| atlete                  | onderdeel            | punten | rang   | punten       | rang         | punten | rang   |
| ----------------------- | -------------------- | ------ | ------ | ------------ | ------------ | ------ | ------ |
| Chen Yiwen              | 3 m plank            | 356,40 | 1 Q    | 360,85       | 1 Q          | 376,00 | Goud   |
| Chang Yani              | 3 m plank            | 308,75 | 4 Q    | 320,15       | 4 Q          | 318,75 | Brons  |
| Chen Yiwen Chang Yani   | 3 m plank synchroon  | n.v.t. | n.v.t. | n.v.t.       | n.v.t.       | 337.68 | Goud   |
| Chen Yuxi               | 10 m toren           | 382,15 | 2 Q    | 403,05       | 2 Q          | 420,70 | Zilver |
| Quan Hongchan           | 10 m toren           | 421,25 | 1 Q    | 421,05       | 1 Q          | 425,60 | Goud   |
| Chen Yuxi Quan Hongchan | 10 m toren synchroon | n.v.t. | n.v.t. | n.v.t.       | n.v.t.       | 359,10 | Goud   |

### Skateboarden
Vrouwen
| atleet       | onderdeel | kwalificaties | kwalificaties | finale         | finale         |
| atleet       | onderdeel | punten        | rang          | punten         | rang           |
| ------------ | --------- | ------------- | ------------- | -------------- | -------------- |
| Zheng Haohao | park      | 63,19         | 18            | niet geplaatst | niet geplaatst |
| Cui Chenxi   | street    | 254,34        | 3 Q           | 241,56         | 4              |
| Zeng Wenhui  | street    | 223,49        | 12            | niet geplaatst | niet geplaatst |
| Zhu Yuanling | street    | 234,82        | 9             | niet geplaatst | niet geplaatst |

### Surfen
| Atleet    | Onderdeel | Ronde 1 | Ronde 1      | Ronde 2               | Ronde 3              | Kwartfinale          | Halve finale         | Finale / BM    | Finale / BM    |
| Atleet    | Onderdeel | Score   | Rang Kałucka | Tegenstander Uitslag  | Tegenstander Uitslag | Tegenstander Uitslag | Tegenstander Uitslag | Rang           |                |
| --------- | --------- | ------- | ------------ | --------------------- | -------------------- | -------------------- | -------------------- | -------------- | -------------- |
| Yang Siqi | vrouwen   | 5,40    | 3 R2         | Aguirre W 8,67 - 4,50 | Marks V 1,63 - 6,93  | niet geplaatst       | niet geplaatst       | niet geplaatst | niet geplaatst |

### Synchroonzwemmen
| atlete                                                                                    | onderdeel | technische routine | technische routine | vrije routine | vrije routine             | vrije routine | acrobatische routine | acrobatische routine                    | acrobatische routine |
| atlete                                                                                    | onderdeel | punten             | rang               | punten        | totaal (technisch + vrij) | rang          | punten               | totaal (technisch + vrij + acrobatisch) | rang                 |
| ----------------------------------------------------------------------------------------- | --------- | ------------------ | ------------------ | ------------- | ------------------------- | ------------- | -------------------- | --------------------------------------- | -------------------- |
| Wang Liuyi Wang Qianyi                                                                    | duet      | 276,7867           | 1                  | 289,6916      | 566,4783                  | Goud          | n.v.t.               | n.v.t.                                  | n.v.t.               |
| Chang Hao Feng Yu Wang Ciyue Wang Liuyi Wang Qianyi Xiang Binxuan Xiao Yanning Zhang Yayi | team      | 313,5538           | 1                  | 398,8917      | 712,4455                  | 1             | 283,6934             | 996,1389                                | Goud                 |

### Taekwondo
Mannen
| atleet         | onderdeel | kwalificatie         | eerste ronde         | kwartfinale          | halve finale         | herkansing           | finale / BM          | finale / BM    |
| atleet         | onderdeel | tegenstander uitslag | tegenstander uitslag | tegenstander uitslag | tegenstander uitslag | tegenstander uitslag | tegenstander uitslag | rang           |
| -------------- | --------- | -------------------- | -------------------- | -------------------- | -------------------- | -------------------- | -------------------- | -------------- |
| Liang Yushuai  | -68 kg    | bye                  | Józsa W 2 - 1        | Rashitov V 0 - 2     | niet geplaatst       | Lo W F W 2 - 0       | Sinden W TT          | Brons          |
| Song Zhaoxiang | +80 kg    | bye                  | Healy V 1 - 2        | niet geplaatst       | niet geplaatst       | niet geplaatst       | niet geplaatst       | niet geplaatst |

Vrouwen
| atleet      | onderdeel | kwalificatie         | eerste ronde           | kwartfinale          | halve finale         | herkansing           | finale / BM            | finale / BM    |
| atleet      | onderdeel | tegenstander uitslag | tegenstander uitslag   | tegenstander uitslag | tegenstander uitslag | tegenstander uitslag | tegenstander uitslag   | rang           |
| ----------- | --------- | -------------------- | ---------------------- | -------------------- | -------------------- | -------------------- | ---------------------- | -------------- |
| Guo Qing    | -49 kg    | bye                  | EOR Pouryounes W 2 - 0 | Dinçel W 2 - 0       | Nematzadeh W 2 - 0   | bye                  | Wongpattanakit V 1 - 2 | Zilver         |
| Luo Zongshi | -57 kg    | bye                  | Atora W 2 - 0          | Pacheco W 2 - 1      | Kim Y-j V 1 - 2      | bye                  | Alizadeh V 1 - 2       | 5              |
| Song Jie    | -67 kg    | bye                  | Anyanacho W 2 - 0      | Al-Sadeq W 2 - 1     | Perišić V 0 - 2      | bye                  | Teachout V 0 - 2       | 5              |
| Zhou Zeqi   | +67 kg    | bye                  | Jahl W 2 - 0           | Lee D-b V 1 - 2      | niet geplaatst       | niet geplaatst       | niet geplaatst         | niet geplaatst |

### Tafeltennis
Mannen
| atleet                           | onderdeel | voorronde            | eerste ronde         | tweede ronde         | derde ronde          | kwartfinale          | halve finale         | finale / BM          | finale / BM    |
| atleet                           | onderdeel | tegenstander uitslag | tegenstander uitslag | tegenstander uitslag | tegenstander uitslag | tegenstander uitslag | tegenstander uitslag | tegenstander uitslag | rang           |
| -------------------------------- | --------- | -------------------- | -------------------- | -------------------- | -------------------- | -------------------- | -------------------- | -------------------- | -------------- |
| Fan Zhendong                     | enkelspel | bye                  | Zhmudenko W 4 - 0    | Wong C T W 4 - 1     | Jha W 4 - 0          | Harimoto W 4 - 3     | F Lebrun W 4 - 0     | Möregårdh W 4 - 1    | Goud           |
| Wang Chuqin                      | enkelspel | bye                  | Wang Y W 4 - 1       | Möregårdh V 2 - 4    | niet geplaatst       | niet geplaatst       | niet geplaatst       | niet geplaatst       | niet geplaatst |
| Fan Zhendong Ma Long Wang Chuqin | team      | n.v.t.               | n.v.t.               | n.v.t.               | India W 3 - 0        | Zuid-Korea W 3 - 0   | Frankrijk W 3 - 0    | Zweden W 3 - 0       | Goud           |

Vrouwen
| atleet                           | onderdeel | voorronde            | eerste ronde         | tweede ronde         | derde ronde          | kwartfinale            | halve finale         | finale / BM          | finale / BM |
| atleet                           | onderdeel | tegenstander uitslag | tegenstander uitslag | tegenstander uitslag | tegenstander uitslag | tegenstander uitslag   | tegenstander uitslag | tegenstander uitslag | rang        |
| -------------------------------- | --------- | -------------------- | -------------------- | -------------------- | -------------------- | ---------------------- | -------------------- | -------------------- | ----------- |
| Chen Meng                        | enkelspel | bye                  | Loghraibi W 4 - 0    | Bergström W 4 - 1    | Eerland W 4 - 1      | Polcanova W 4 - 0      | Shin Y-b W 4 - 0     | Sun Y W 4 - 2        | Goud        |
| Sun Yingsha                      | enkelspel | bye                  | G Takahashi W 4 - 0  | Ni X W 4 - 0         | Akula W 4 - 0        | Cheng I-c W 4 - 0      | Hayata W 4 - 0       | Chen M V 2 - 4       | Zilver      |
| Chen Meng Sun Yingsha Wang Manyu | team      | n.v.t.               | n.v.t.               | n.v.t.               | Egypte W 3 - 0       | Chinees Taipei W 3 - 0 | Zuid-Korea W 3 - 0   | Japan W 3 - 0        | Goud        |

Gemengd
| atleet                  | onderdeel  | voorronde                 | eerste ronde               | kwartfinale                | halve finale             | finale / BM | finale / BM |
| atleet                  | onderdeel  | tegenstander uitslag      | tegenstander uitslag       | tegenstander uitslag       | tegenstander uitslag     | rang        |             |
| ----------------------- | ---------- | ------------------------- | -------------------------- | -------------------------- | ------------------------ | ----------- | ----------- |
| Wang Chuqin Sun Yingsha | dubbelspel | O Assar - Meshref W 4 - 0 | Lin J-j - Chen S-y W 4 - 2 | Lim J-h - Shin Y-b W 4 - 2 | Ri J-s - Kim K-y W 4 - 2 | Goud        |             |

### Tennis
Mannen
| atleet        | onderdeel | eerste ronde           | tweede ronde         | derde ronde          | kwartfinale          | halve finale         | finale / BM          | finale / BM    |
| atleet        | onderdeel | tegenstander uitslag   | tegenstander uitslag | tegenstander uitslag | tegenstander uitslag | tegenstander uitslag | tegenstander uitslag | rang           |
| ------------- | --------- | ---------------------- | -------------------- | -------------------- | -------------------- | -------------------- | -------------------- | -------------- |
| Zhang Zhizhen | enkelspel | Macháč V 2-6, 6-4, 2-6 | niet geplaatst       | niet geplaatst       | niet geplaatst       | niet geplaatst       | niet geplaatst       | niet geplaatst |

Vrouwen
| atlete                  | onderdeel  | eerste ronde                         | tweede ronde                       | derde ronde                       | kwartfinale                      | halve finale         | finale / BM          | finale / BM    |
| atlete                  | onderdeel  | tegenstander uitslag                 | tegenstander uitslag               | tegenstander uitslag              | tegenstander uitslag             | tegenstander uitslag | tegenstander uitslag | rang           |
| ----------------------- | ---------- | ------------------------------------ | ---------------------------------- | --------------------------------- | -------------------------------- | -------------------- | -------------------- | -------------- |
| Zheng Qinwen            | enkelspel  | Errani W 6-0, 6-0                    | Rus W 6-2, 6-4                     | Navarro W 6-7[7-9], 7-6[7-4], 6-1 | Kerber W 6-7[4-7], 6-4, 7-6[8-6] | Świątek W 6-2, 7-5   | Vekić W 6-2, 6-3     | 1 [ 6 ]        |
| Yuan Yue                | enkelspel  | AIN Alexandrova W 7-5, 6-7[0-7], 6-2 | Sakkari V 2-6, 1-6                 | niet geplaatst                    | niet geplaatst                   | niet geplaatst       | niet geplaatst       | niet geplaatst |
| Wang Xinyu              | enkelspel  | Korpatch W 6-2, 6-1                  | Krejčíková V 3-6, 2-6              | niet geplaatst                    | niet geplaatst                   | niet geplaatst       | niet geplaatst       | niet geplaatst |
| Wang Xiyu               | enkelspel  | Nosková W 6-3, 6-3                   | AIN Shnaider W 6-3, 6-1            | Świątek V 3-6, 4-6                | niet geplaatst                   | niet geplaatst       | niet geplaatst       | niet geplaatst |
| Yuan Yue Zhang Shuai    | dubbelspel | n.v.t.                               | Haddad Maia - Stefani V 4-6, 4-6   | niet geplaatst                    | niet geplaatst                   | niet geplaatst       | niet geplaatst       | niet geplaatst |
| Wang Xinyu Zheng Saisai | dubbelspel | n.v.t.                               | L Kichenok - N Kichenok V 1-6, 4-6 | niet geplaatst                    | niet geplaatst                   | niet geplaatst       | niet geplaatst       | niet geplaatst |

Gemengd
| atleten                  | onderdeel  | eerste ronde                              | kwartfinale                                  | halve finale                         | finale / BM                           | finale / BM |
| atleten                  | onderdeel  | tegenstander uitslag                      | tegenstander uitslag                         | tegenstander uitslag                 | tegenstander uitslag                  | rang        |
| ------------------------ | ---------- | ----------------------------------------- | -------------------------------------------- | ------------------------------------ | ------------------------------------- | ----------- |
| Wang Xinyu Zhang Zhizhen | dubbelspel | Stefani - Seyboth Wild W 3-6, 6-3, [10-8] | Ebden - Perez W 6-7[8-10], 7-6[10-8], [10-5] | Koolhof - Schuurs V 2-6, 6-4, [10-4] | Macháč - Siniaková V 2-6, 7-5, [8-10] | Zilver      |

### Triatlon
Individueel
| Atleet    | Evenement | Zwemmen(1.5 km) | Rang 1 | Fietsen (40 km) | Rang 2 | Lopen(10 km) | Totaal Tijd | Ranking |
| --------- | --------- | --------------- | ------ | --------------- | ------ | ------------ | ----------- | ------- |
| Lin Xinyu | Vrouwen   | 23.38           | 21     | 58.18           | 26     | 37.27        | 2.00.50     | 28      |

### Volleybal

#### Beachvolleybal
| atleten            | onderdeel | eerste ronde                                     | eerste ronde                     | eerste ronde                       | eerste ronde | tussenronde          | achtste finale                      | kwartfinale          | halve finale         | finale / BM          | finale / BM    |
| atleten            | onderdeel | tegenstander uitslag                             | tegenstander uitslag             | tegenstander uitslag               | stand        | tegenstander uitslag | tegenstander uitslag                | tegenstander uitslag | tegenstander uitslag | tegenstander uitslag | rang           |
| ------------------ | --------- | ------------------------------------------------ | -------------------------------- | ---------------------------------- | ------------ | -------------------- | ----------------------------------- | -------------------- | -------------------- | -------------------- | -------------- |
| Xia Xinyi Xue Chen | vrouwen   | Clancy - Artacho del Solar V 20-22, 21-14, 14-16 | Bansley - Bukovec W 21-15, 21-19 | Kloth - Nuss V 21-15, 16-21, 12-15 | 3 Q          | bye                  | Böbner - Vergé-Dépré V 27-29, 17-21 | niet geplaatst       | niet geplaatst       | niet geplaatst       | niet geplaatst |

#### Vrouwenteam
| Atleten | Discipline | Resultaat   | Prestatie |
| --- | ---------- | ----------- | --------- |
| Yuan Xinyue Zhu Ting Diao Linyu Gao Yi Gong Xiangyu Wang Yuanyuan Zhang Changning Li Yingying Zheng Yixin Ding Xia Wang Mengjie Wu Mengjie | vrouwen    | kwartfinale | zie onder |

| # | Ploeg            | Punten | Wedstrijden | Wedstrijden | Wedstrijden | Sets | Sets | Sets  |
| # | Ploeg            | Punten | G           | W           | V           | W    | V    | Ratio |
| - | ---------------- | ------ | ----------- | ----------- | ----------- | ---- | ---- | ----- |
| 1 | China            | 8      | 3           | 3           | 0           | 9    | 3    | +6    |
| 2 | Verenigde Staten | 6      | 3           | 2           | 1           | 6    | 8    | -2    |
| 3 | Servië           | 4      | 3           | 1           | 2           | 4    | 6    | -2    |
| 4 | Frankrijk        | 0      | 3           | 0           | 3           | 0    | 9    | -9    |

| Groepsfase      |                 |                  |                |                |                |                |                |
| 29 juli 2024    | 17:00           | Verenigde Staten | 2 - 3          | China          |                |                |                |
| 1 augustus 2024 | 21:00           | Frankrijk        | 0 - 3          | China          |                |                |                |
| 4 augustus 2024 | 17:00           | China            | 3 - 1          | Servië         |                |                |                |
|                 |                 |                  |                |                |                |                |                |
| Kwartfinale     | 6 augustus 2024 | 09:00            | China          | 2 - 3          | Turkije        |                |                |
|                 |                 |                  |                |                |                |                |                |
| Halve finale    | niet geplaatst  | niet geplaatst   | niet geplaatst | niet geplaatst | niet geplaatst | niet geplaatst | niet geplaatst |
|                 |                 |                  |                |                |                |                |                |
| Finale          | niet geplaatst  | niet geplaatst   | niet geplaatst | niet geplaatst | niet geplaatst | niet geplaatst | niet geplaatst |

### Waterpolo

#### Vrouwen
| Waterpoloster(s) | Onderdeel | Resultaat |
| --- | --------- | --------- |
| Zhang Jing Shen Yineng Wang Huan Yan Jing Nong Sanfeng Deng Zewen Lu Yiwen Xiong Dunhan Chen Xiao Yan Siya Wang Xuan Zhong Qiyun Dong Wenxin | Vrouwen   | 10        |

| Pos | Team      | Wed | W | WNS | VNS | V | GV | GT | GS  | Ptn | Kwalificatie |
| --- | --------- | --- | - | --- | --- | - | -- | -- | --- | --- | ------------ |
| 1   | Australië | 4   | 2 | 2   | 0   | 0 | 33 | 28 | +5  | 10  | Kwartfinales |
| 2   | Nederland | 4   | 3 | 0   | 1   | 0 | 52 | 37 | +15 | 10  | Kwartfinales |
| 3   | Hongarije | 4   | 2 | 0   | 1   | 1 | 46 | 37 | +9  | 7   | Kwartfinales |
| 4   | Canada    | 4   | 1 | 0   | 0   | 3 | 37 | 49 | −12 | 3   | Kwartfinales |
| 5   | China     | 4   | 0 | 0   | 0   | 4 | 34 | 51 | −17 | 0   |              |

| Groepsfase      |                |                |                |                |                |                |                |
| 27 juli 2024    | 20:05          | Australië      | 7 - 5          | China          |                |                |                |
| 28 juli 2024    | 18:30          | China          | 11 - 15        | Nederland      |                |                |                |
| 31 juli 2024    | 15:35          | Canada         | 12 - 7         | China          |                |                |                |
| 2 augustus 2024 | 20:05          | China          | 11 - 17        | Hongarije      |                |                |                |
|                 |                |                |                |                |                |                |                |
| Kwartfinale     | niet geplaatst | niet geplaatst | niet geplaatst | niet geplaatst | niet geplaatst | niet geplaatst | niet geplaatst |
|                 |                |                |                |                |                |                |                |
| Halve finale    | niet geplaatst | niet geplaatst | niet geplaatst | niet geplaatst | niet geplaatst | niet geplaatst | niet geplaatst |
|                 |                |                |                |                |                |                |                |
| Finale          | niet geplaatst | niet geplaatst | niet geplaatst | niet geplaatst | niet geplaatst | niet geplaatst | niet geplaatst |

### Wielersport

#### Baanwielrennen
Keirin
| atleet      | onderdeel        | ronde 1 | herkansing | kwartfinale    | halve finale   | finale         |
| atleet      | onderdeel        | rang    | rang       | rang           | rang           | rang           |
| ----------- | ---------------- | ------- | ---------- | -------------- | -------------- | -------------- |
| Zhou Yu     | keirin (mannen)  | 4 Q     | 5          | niet geplaatst | niet geplaatst | niet geplaatst |
| Liu Qi      | keirin (mannen)  | 3 Q     | 3          | niet geplaatst | niet geplaatst | niet geplaatst |
| Guo Yufang  | keirin (vrouwen) | 2 Q     | bye        | 5              | niet geplaatst | niet geplaatst |
| Yuan Liying | keirin (vrouwen) | 2 Q     | bye        | 5              | niet geplaatst | niet geplaatst |

Omnium
| atleet    | onderdeel        | scratchrace | scratchrace | temporace | temporace | afvalrace | afvalrace | puntenrace | puntenrace | totaal punten | rang |
| atleet    | onderdeel        | rang        | punten      | rang      | punten    | rang      | punten    | rang       | punten     | totaal punten | rang |
| --------- | ---------------- | ----------- | ----------- | --------- | --------- | --------- | --------- | ---------- | ---------- | ------------- | ---- |
| Liu Jiali | omnium (vrouwen) | 12          | 18          | 16        | 10        | 16        | 10        | 22         | 0          | 19            | 38   |

Sprint
| atleet      | onderdeel        | kwalificaties | kwalificaties | ronde 1              | herkansing 1           | ronde 2              | herkansing 2         | ronde 3              | herkansing 3         | kwartfinale          | halve finale         | finale/BM            | finale/BM      |
| atleet      | onderdeel        | tijd          | rang          | tegenstander uitslag | tegenstander uitslag   | tegenstander uitslag | tegenstander uitslag | tegenstander uitslag | tegenstander uitslag | tegenstander uitslag | tegenstander uitslag | tegenstander uitslag | rang           |
| ----------- | ---------------- | ------------- | ------------- | -------------------- | ---------------------- | -------------------- | -------------------- | -------------------- | -------------------- | -------------------- | -------------------- | -------------------- | -------------- |
| Zhou Yu     | sprint (mannen)  | 9,514         | 18 Q          | Turnbull V           | Tjon En Fa Spiegel V   | niet geplaatst       | niet geplaatst       | niet geplaatst       | niet geplaatst       | niet geplaatst       | niet geplaatst       | niet geplaatst       | niet geplaatst |
| Liu Qi      | sprint (mannen)  | 9.904         | 28            | niet geplaatst       | niet geplaatst         | niet geplaatst       | niet geplaatst       | niet geplaatst       | niet geplaatst       | niet geplaatst       | niet geplaatst       | niet geplaatst       | niet geplaatst |
| Bao Shanju  | sprint (vrouwen) | 10,744        | 22 Q          | Andrews V            | van der Peet Verdugo V | niet geplaatst       | niet geplaatst       | niet geplaatst       | niet geplaatst       | niet geplaatst       | niet geplaatst       | niet geplaatst       | niet geplaatst |
| Yuan Liying | sprint (vrouwen) | DNS           | DNS           | niet geplaatst       | niet geplaatst         | niet geplaatst       | niet geplaatst       | niet geplaatst       | niet geplaatst       | niet geplaatst       | niet geplaatst       | niet geplaatst       | niet geplaatst |

Teamsprint
| atleet                            | onderdeel            | kwalificatie | kwalificatie | halve finale      | halve finale | finale            | finale |
| atleet                            | onderdeel            | tijd         | rang         | tegenstander tijd | rang         | tegenstander tijd | rang   |
| --------------------------------- | -------------------- | ------------ | ------------ | ----------------- | ------------ | ----------------- | ------ |
| Guo Shuai Zhou Yu Liu Qi          | teamsprint (mannen)  | 42,606       | 6 Q          | Australië 42,635  | 2 Q7-8       | Canada 42,532     | 7      |
| Guo Yufang Bao Shanju Yuan Liying | teamsprint (vrouwen) | 46,458       | 5 Q          | Nederland 46,362  | 2 Q5-6       | Mexico 46,572     | 6      |

#### BMX
Freestyle
| atlete     | onderdeel           | plaatsingsronde | plaatsingsronde | finale | finale  |
| atlete     | onderdeel           | score           | rang            | score  | rang    |
| ---------- | ------------------- | --------------- | --------------- | ------ | ------- |
| Sun Jiaqi  | freestyle (vrouwen) | 87,83           | 3 Q             | 70,80  | 7       |
| Deng Yawen | freestyle (vrouwen) | 91,03           | 2 Q             | 92,60  | 1 [ 7 ] |

#### Mountainbiken
| atleet      | onderdeel              | tijd    | rang |
| ----------- | ---------------------- | ------- | ---- |
| Mi Jiujiang | cross-country (mannen) | -2 LAP  | 33   |
| Wu Zhifan   | cross-country (vrouwen | 1.36.07 | 22   |

#### Wegwielrennen
Mannen
| atleet      | onderdeel    | tijd    | rang |
| ----------- | ------------ | ------- | ---- |
| Lü Xianjing | wegwedstrijd | 6.39.27 | 68   |

Vrouwen
| atleet   | onderdeel    | tijd     | rang |
| -------- | ------------ | -------- | ---- |
| Tang Xin | wegwedstrijd | DNF      | DNF  |
| Tang Xin | tijdrit      | 45.59,44 | 32   |

### Worstelen

#### Grieks-Romeinse stijl
Mannen
| atleet       | onderdeel | eerste ronde         | tweede ronde         | kwartfinale          | halve finale         | herkansing           | finale / BM          | finale / BM    |
| atleet       | onderdeel | tegenstander uitslag | tegenstander uitslag | tegenstander uitslag | tegenstander uitslag | tegenstander uitslag | tegenstander uitslag | rang           |
| ------------ | --------- | -------------------- | -------------------- | -------------------- | -------------------- | -------------------- | -------------------- | -------------- |
| Cao Liguo    | −60 kg    | bye                  | Mohamed W 3 - 1PP    | Rodríguez W 3 - 1PP  | Ri S-u W 3 - 1PP     | bye                  | Fumita V 1 - 3PP     | Zilver         |
| Qian Haitao  | −87 kg    | n.v.t.               | Beleniuk V 1 - 3PP   | niet geplaatst       | niet geplaatst       | niet geplaatst       | niet geplaatst       | niet geplaatst |
| Meng Lingzhe | −130 kg   | n.v.t.               | Krahmer W 3 - 1PP    | Knystautas W 3 - 1PP | Acosta V 1 - 3PP     | bye                  | Mohamed W 3 - 1PP    | Brons          |

#### Vrije stijl
Mannen
| atleet            | onderdeel | eerste ronde         | tweede ronde         | kwartfinale          | halve finale         | herkansing           | finale / BM          | finale / BM    |
| atleet            | onderdeel | tegenstander uitslag | tegenstander uitslag | tegenstander uitslag | tegenstander uitslag | tegenstander uitslag | tegenstander uitslag | rang           |
| ----------------- | --------- | -------------------- | -------------------- | -------------------- | -------------------- | -------------------- | -------------------- | -------------- |
| Zou Wanhao        | −57 kg    | n.v.t.               | Lee V 1 - 3PP        | niet geplaatst       | niet geplaatst       | Uulu V 0 - 5VT       | niet geplaatst       | niet geplaatst |
| Lu Feng           | −74 kg    | bye                  | Hussen W 4 - 1SP     | Rassadin V 1 - 3PP   | niet geplaatst       | niet geplaatst       | niet geplaatst       | niet geplaatst |
| Habila Awusayiman | −97 kg    | n.v.t.               | Snyder V 1 - 3PP     | niet geplaatst       | niet geplaatst       | niet geplaatst       | niet geplaatst       | niet geplaatst |
| Deng Zhiwei       | −125 kg   | n.v.t.               | Dheshi V 1 - 3PP     | niet geplaatst       | niet geplaatst       | niet geplaatst       | niet geplaatst       | niet geplaatst |

Vrouwen
| atlete      | onderdeel | eerste ronde          | kwartfinale           | halve finale         | herkansing           | finale / BM           | finale / BM    |
| atlete      | onderdeel | tegenstander uitslag  | tegenstander uitslag  | tegenstander uitslag | tegenstander uitslag | tegenstander uitslag  | rang           |
| ----------- | --------- | --------------------- | --------------------- | -------------------- | -------------------- | --------------------- | -------------- |
| Feng Ziqi   | −50 kg    | Mohamed W 5 - 0VT     | Hildebrandt V 1 - 3PP | niet geplaatst       | Doudou W 4 - 0ST     | Dolgorjavyn W 3 - 1PP | Brons          |
| Pang Qianyu | −53 kg    | Aquino W 4 - 0ST      | Malmgren W 3 - 1PP    | Fujinami V 0 - 4ST   | bye                  | Khulan W 5 - 0VT      | Brons          |
| Hong Kexin  | −57 kg    | Boldsaikhan W 3 - 1PP | Adekuoroye W 5 - 0VT  | Nichita V 0 - 5VT    | bye                  | Penalber W 4 - 0ST    | Brons          |
| Zhou Feng   | −68 kg    | Chołuj V 1 - 3PP      | niet geplaatst        | niet geplaatst       | niet geplaatst       | niet geplaatst        | niet geplaatst |
| Wang Juan   | −76 kg    | Kyzy V 1 - 3PP        | niet geplaatst        | niet geplaatst       | niet geplaatst       | niet geplaatst        | niet geplaatst |

### Zeilen
Mannen
| atleet       | onderdeel    | voorrondes | voorrondes | voorrondes | voorrondes | voorrondes | voorrondes | voorrondes | voorrondes  | voorrondes  | voorrondes  | voorrondes  | voorrondes  | voorrondes  | voorrondes  | voorrondes  | voorrondes  | voorrondes  | voorrondes  | voorrondes  | voorrondes  | voorrondes | voorrondes | kwartfinale | halve finale(s) | halve finale(s) | halve finale(s) | halve finale(s) | halve finale(s) | halve finale(s) | halve finale(s) | halve finale(s) | finales(s)     | finales(s)     | finales(s)     | finales(s)     | finales(s)     | finales(s)     | finales(s)     | rang |
| atleet       | onderdeel    | 1          | 2          | 3          | 4          | 5          | 6          | 7          | 8           | 9           | 10          | 11          | 12          | 13          | 14          | 15          | 16          | 17          | 18          | 19          | 20          | tot.       | rang       | kwartfinale | 1               | 2               | 3               | 4               | 5               | 6               | tot.            | rang            | 1              | 2              | 3              | 4              | 5              | 6              | tot.           | rang |
| ------------ | ------------ | ---------- | ---------- | ---------- | ---------- | ---------- | ---------- | ---------- | ----------- | ----------- | ----------- | ----------- | ----------- | ----------- | ----------- | ----------- | ----------- | ----------- | ----------- | ----------- | ----------- | ---------- | ---------- | ----------- | --------------- | --------------- | --------------- | --------------- | --------------- | --------------- | --------------- | --------------- | -------------- | -------------- | -------------- | -------------- | -------------- | -------------- | -------------- | ---- |
| Huang Qibin  | Formula Kite | 6          | 16         | 4          | 5          | 14         | 13         | 6          | geannuleerd | geannuleerd | geannuleerd | geannuleerd | geannuleerd | geannuleerd | geannuleerd | geannuleerd | geannuleerd | n.v.t.      | n.v.t.      | n.v.t.      | n.v.t.      | 34         | 10 Q       | n.v.t.      | 4               | 4 SCP           | geannuleerd     | geannuleerd     | geannuleerd     | geannuleerd     | 0               | 4               | niet geplaatst | niet geplaatst | niet geplaatst | niet geplaatst | niet geplaatst | niet geplaatst | niet geplaatst | 8    |
| Huang Jingye | IQFoil       | 7          | 11         | 23         | 16         | 22         | 17         | 6          | 20          | 25 BFD      | 23          | 17          | 18          | 14          | geannuleerd | geannuleerd | geannuleerd | geannuleerd | geannuleerd | geannuleerd | geannuleerd | 171        | 19         | NG          | n.v.t.          | n.v.t.          | n.v.t.          | n.v.t.          | n.v.t.          | n.v.t.          | n.v.t.          | NG              | n.v.t.         | n.v.t.         | n.v.t.         | n.v.t.         | n.v.t.         | n.v.t.         | n.v.t.         | 19   |

| atleet               | onderdeel | race | race | race | race | race | race | race | race | race | race | race | race | race           | netto punten | eindnotering |
| atleet               | onderdeel | 1    | 2    | 3    | 4    | 5    | 6    | 7    | 8    | 9    | 10   | 11   | 12   | M              | netto punten | eindnotering |
| -------------------- | --------- | ---- | ---- | ---- | ---- | ---- | ---- | ---- | ---- | ---- | ---- | ---- | ---- | -------------- | ------------ | ------------ |
| Wen Zaiding Liu Tian | 49er      | 4    | 10   | 15   | 7    | 6    | 15   | 13   | 14   | 5    | 15,5 | 21   | 14,5 | niet geplaatst | 119          | 13           |

Vrouwen
| atleet       | onderdeel    | voorrondes | voorrondes | voorrondes | voorrondes | voorrondes | voorrondes | voorrondes  | voorrondes  | voorrondes  | voorrondes  | voorrondes  | voorrondes  | voorrondes  | voorrondes  | voorrondes  | voorrondes  | voorrondes  | voorrondes  | voorrondes  | voorrondes  | voorrondes | voorrondes | kwartfinale | halve finale(s) | halve finale(s) | halve finale(s) | halve finale(s) | halve finale(s) | halve finale(s) | halve finale(s) | halve finale(s) | finales(s)     | finales(s)     | finales(s)     | finales(s)     | finales(s)     | finales(s)     | finales(s)     | rang |
| atleet       | onderdeel    | 1          | 2          | 3          | 4          | 5          | 6          | 7           | 8           | 9           | 10          | 11          | 12          | 13          | 14          | 15          | 16          | 17          | 18          | 19          | 20          | tot.       | rang       | kwartfinale | 1               | 2               | 3               | 4               | 5               | 6               | tot.            | rang            | 1              | 2              | 3              | 4              | 5              | 6              | tot.           | rang |
| ------------ | ------------ | ---------- | ---------- | ---------- | ---------- | ---------- | ---------- | ----------- | ----------- | ----------- | ----------- | ----------- | ----------- | ----------- | ----------- | ----------- | ----------- | ----------- | ----------- | ----------- | ----------- | ---------- | ---------- | ----------- | --------------- | --------------- | --------------- | --------------- | --------------- | --------------- | --------------- | --------------- | -------------- | -------------- | -------------- | -------------- | -------------- | -------------- | -------------- | ---- |
| Chen Jingyue | Formula Kite | 20         | 14         | 9          | 8          | 16         | 21 DNS     | geannuleerd | geannuleerd | geannuleerd | geannuleerd | geannuleerd | geannuleerd | geannuleerd | geannuleerd | geannuleerd | geannuleerd | n.v.t.      | n.v.t.      | n.v.t.      | n.v.t.      | 67         | 15         | n.v.t.      | niet geplaatst  | niet geplaatst  | niet geplaatst  | niet geplaatst  | niet geplaatst  | niet geplaatst  | niet geplaatst  | niet geplaatst  | niet geplaatst | niet geplaatst | niet geplaatst | niet geplaatst | niet geplaatst | niet geplaatst | niet geplaatst | 15   |
| Yan Zheng    | IQFoil       | 2          | 20         | 11         | 25 DSQ     | 3          | 2          | 17          | 17          | 18          | 11          | 16          | 7           | 1           | 5           | geannuleerd | geannuleerd | geannuleerd | geannuleerd | geannuleerd | geannuleerd | 110        | 10 Q       | 1 Q         | n.v.t.          | n.v.t.          | n.v.t.          | n.v.t.          | n.v.t.          | n.v.t.          | n.v.t.          | 4               | n.v.t.         | n.v.t.         | n.v.t.         | n.v.t.         | n.v.t.         | n.v.t.         | n.v.t.         | 5    |

| atlete                  | onderdeel | race | race | race | race | race | race | race | race | race | race        | race   | race   | race           | netto punten | eindnotering |
| atlete                  | onderdeel | 1    | 2    | 3    | 4    | 5    | 6    | 7    | 8    | 9    | 10          | 11     | 12     | M              | netto punten | eindnotering |
| ----------------------- | --------- | ---- | ---- | ---- | ---- | ---- | ---- | ---- | ---- | ---- | ----------- | ------ | ------ | -------------- | ------------ | ------------ |
| Hu Xiaoyu Shan Mengyuan | 49erFX    | 16   | 10   | 17   | 6    | 13   | 16   | 18   | 15   | 15   | 17          | 17     | 21     | niet geplaatst | 160          | 20           |
| Gu Min                  | ILCA 6    | 2    | 8    | 8    | 37   | 19   | 31   | 28   | 25   | 13   | geannuleerd | n.v.t. | n.v.t. | niet geplaatst | 134          | 19           |

Gemengd
| atleten                 | onderdeel | race | race | race | race | race | race | race | race | race        | race        | race   | race   | race           | netto punten | eindnotering |
| atleten                 | onderdeel | 1    | 2    | 3    | 4    | 5    | 6    | 7    | 8    | 9           | 10          | 11     | 12     | M              | netto punten | eindnotering |
| ----------------------- | --------- | ---- | ---- | ---- | ---- | ---- | ---- | ---- | ---- | ----------- | ----------- | ------ | ------ | -------------- | ------------ | ------------ |
| Xu Ming Tu Yahan        | 470       | 4    | 15   | 11   | 11   | 15   | 14   | 16   | 16   | geannuleerd | geannuleerd | n.v.t. | n.v.t. | niet geplaatst | 86           | 17           |
| Mai Huicong Chen Linlin | nacra 17  | 7    | 14   | 15   | 12   | 14   | 13   | 20   | 10   | 10          | 16          | 18     | 1      | niet geplaatst | 130          | 14           |

### Zwemmen
Mannen
| atleet                                                          | onderdeel          | series   | series | halve finale   | halve finale   | finale         | finale         |
| atleet                                                          | onderdeel          | tijd     | rang   | tijd           | rang           | tijd           | rang           |
| --------------------------------------------------------------- | ------------------ | -------- | ------ | -------------- | -------------- | -------------- | -------------- |
| Wang Haoyu                                                      | 100 m vrije slag   | 48,79    | 22     | niet geplaatst | niet geplaatst | niet geplaatst | niet geplaatst |
| Pan Zhanle                                                      | 100 m vrije slag   | 48,40    | 13 Q   | 47,21          | 1 Q            | 46,40 WR       | Goud           |
| Pan Zhanle                                                      | 200 m vrije slag   | 1.49,47  | 22     | niet geplaatst | niet geplaatst | niet geplaatst | niet geplaatst |
| Ji Xinjie                                                       | 200 m vrije slag   | 1.49,88  | 23     | niet geplaatst | niet geplaatst | niet geplaatst | niet geplaatst |
| Zhang Zhanshuo                                                  | 400 m vrije slag   | 3.46,76  | 12     | n.v.t.         | n.v.t.         | niet geplaatst | niet geplaatst |
| Zhang Zhanshuo                                                  | 800 m vrije slag   | 7.54,44  | 21     | n.v.t.         | n.v.t.         | niet geplaatst | niet geplaatst |
| Zhang Zhanshuo                                                  | 400 m wisselslag   | 4.12,71  | 10     | n.v.t.         | n.v.t.         | niet geplaatst | niet geplaatst |
| Fei Liwei                                                       | 400 m vrije slag   | 3.44,60  | 3 Q    | n.v.t.         | n.v.t.         | 3.44,24        | 6              |
| Fei Liwei                                                       | 800 m vrije slag   | 7.47,11  | 10     | n.v.t.         | n.v.t.         | niet geplaatst | niet geplaatst |
| Fei Liwei                                                       | 1500 m vrije slag  | 14.50,06 | 9      | n.v.t.         | n.v.t.         | niet geplaatst | niet geplaatst |
| Xu Jiayu                                                        | 100 m rugslag      | 53,20    | 6 Q    | 52,02          | 1 Q            | 52,32          | Zilver         |
| Xu Jiayu                                                        | 200 m rugslag      | DNS      | DNS    | niet geplaatst | niet geplaatst | niet geplaatst | niet geplaatst |
| Wang Changhao                                                   | 100 m vlinderslag  | 52,37    | 26     | niet geplaatst | niet geplaatst | niet geplaatst | niet geplaatst |
| Sun Jiajun                                                      | 100 m vlinderslag  | 51,85    | 19     | niet geplaatst | niet geplaatst | niet geplaatst | niet geplaatst |
| Sun Jiajun                                                      | 100 m schoolslag   | 1.00,11  | 17     | niet geplaatst | niet geplaatst | niet geplaatst | niet geplaatst |
| Qin Haiyang                                                     | 100 m schoolslag   | 59,58    | 9 Q    | 58,93          | 2 Q            | 59,50          | 7              |
| Qin Haiyang                                                     | 200 m schoolslag   | 2.10,98  | 15 Q   | 2.09,96        | =10            | niet geplaatst | niet geplaatst |
| Dong Zhihao                                                     | 200 m schoolslag   | 2.09,91  | 6 Q    | 2.08,99        | 3 Q            | 2.08,46        | 4              |
| Niu Guangheng                                                   | 200 m vlinderslag  | DNS      | DNS    | niet geplaatst | niet geplaatst | niet geplaatst | niet geplaatst |
| Wang Shun                                                       | 200 m wisselslag   | 1.58,09  | 6 Q    | 1.56,64        | 4 Q            | 1.56,00        | Brons          |
| Chen Juner Ji Xinjie Pan Zhanle Wang Haoyu                      | 4x100 m vrije slag | 3.11,62  | 1 Q    | n.v.t.         | n.v.t.         | 3.11,28        | 4              |
| Fei Liwei Ji Xinjie Niu Guangsheng[b] Pan Zhanle Zhang Zhanshuo | 4x200 m vrije slag | 7.07,72  | 6 Q    | n.v.t.         | n.v.t.         | 7.04,37        | 4              |
| Pan Zhanle Qin Haiyang Sun Jiajun Wang Changhao[b] Xu Jiayu     | 4x100 m wisselslag | 3.31,58  | 2 Q    | n.v.t.         | n.v.t.         | 3.27,46        | Goud           |

Vrouwen
| atleet                                                                  | onderdeel          | series   | series | halve finale | halve finale | finale         | finale         |
| atleet                                                                  | onderdeel          | tijd     | rang   | tijd         | rang         | tijd           | rang           |
| ----------------------------------------------------------------------- | ------------------ | -------- | ------ | ------------ | ------------ | -------------- | -------------- |
| Wu Qingfeng                                                             | 50 m vrije slag    | 24,57    | =8 Q   | 24,40        | =7 Q         | 24,37          | 7              |
| Wu Qingfeng                                                             | 100 m vrije slag   | 54,03    | 13 Q   | 53,34        | 9            | niet geplaatst | niet geplaatst |
| Yang Junxuan                                                            | 100 m vrije slag   | 53,05    | 3 Q    | 52,81        | 4 Q          | 52,82          | 6              |
| Yang Junxuan                                                            | 200 m vrije slag   | 1.56,83  | 9 Q    | 1.55,90      | 5 Q          | 1.55,38        | 5              |
| Li Bingjie                                                              | 200 m vrije slag   | 1.56,28  | 4 Q    | 1.56,56      | 10           | niet geplaatst | niet geplaatst |
| Li Bingjie                                                              | 400 m vrije slag   | 4.03,96  | 9      | n.v.t.       | n.v.t.       | niet geplaatst | niet geplaatst |
| Li Bingjie                                                              | 800 m vrije slag   | 8.27,92  | 9      | n.v.t.       | n.v.t.       | niet geplaatst | niet geplaatst |
| Li Bingjie                                                              | 1500 m vrije slag  | 16.05,26 | 6 Q    | n.v.t.       | n.v.t.       | 16.01,03       | 5              |
| Gao Weizhong                                                            | 1500 m vrije slag  | 16.27,11 | 13     | n.v.t.       | n.v.t.       | niet geplaatst | niet geplaatst |
| Liu Yaxin                                                               | 400 m vrije slag   | 4.04,39  | 10     | n.v.t.       | n.v.t.       | niet geplaatst | niet geplaatst |
| Wan Letian                                                              | 100 m rugslag      | 59,87    | 11 Q   | 1.00,06      | 12           | niet geplaatst | niet geplaatst |
| Wang Xueer                                                              | 100 m rugslag      | 1.00,15  | 14 Q   | 59,89        | 11           | niet geplaatst | niet geplaatst |
| Peng Xuwei                                                              | 200 m rugslag      | 2.08,29  | 1 Q    | 2.07,86      | 4 Q          | 2.07,96        | 6              |
| Tang Qianting                                                           | 100 m schoolslag   | 1.05,63  | 2 Q    | 1.05,83      | 4 Q          | 1.05,54        | Zilver         |
| Yang Chang                                                              | 100 m schoolslag   | 1.06,91  | 17 Q   | 1.07,20      | 14           | niet geplaatst | niet geplaatst |
| Ye Shiwen                                                               | 200 m schoolslag   | 2.23,67  | 4 Q    | 2.23,13      | 5 Q          | 2.24,31        | 6              |
| Ye Shiwen                                                               | 200 m wisselslag   | 2.10,96  | 8 Q    | 2.10,45      | 10           | niet geplaatst | niet geplaatst |
| Yu Yiting                                                               | 200 m wisselslag   | 2.10,28  | 2 Q    | 2.09,74      | 6 Q          | 2.98,49        | 4              |
| Zhang Yufei                                                             | 50 m vrije slag    | 24,54    | 6 Q    | 24,24        | 4 Q          | 24,20          | Brons          |
| Zhang Yufei                                                             | 100 m vlinderslag  | 56,50    | 1 Q    | 56,15        | 3 Q          | 56,21          | Brons          |
| Zhang Yufei                                                             | 200 m vlinderslag  | 2.06,55  | 1 Q    | 2.06,09      | 3 Q          | 2.05,09        | Brons          |
| Chen Luying                                                             | 200 m vlinderslag  | 2.09,31  | 11 Q   | 2.08,07      | 10           | niet geplaatst | niet geplaatst |
| Cheng Yujie Wu Qingfeng Yang Junxuan Yu Yiting[b] Zhang Yufei           | 4x100 m vrije slag | 3.34,31  | 3 Q    | n.v.t.       | n.v.t.       | 3.30,30 AZR    | Brons          |
| Ge Chutong Kong Yaqi[b] Li Bingjie Liu Yaxin Tang Muhan[b] Yang Junxuan | 4x200 m vrije slag | 7.52,36  | 3 Q    | n.v.t.       | n.v.t.       | 7.42,34        | Brons          |
| Wang Xueer Tang Qianting Yu Yiting Wu Qingfeng                          | 4x100 m wisselslag | 3.56,34  | 3 Q    | n.v.t.       | n.v.t.       | 3.53,23        | Brons          |
| Xin Xin                                                                 | 10km open water    | n.v.t.   | n.v.t. | n.v.t.       | n.v.t.       | 2.27.02,9      | 24             |

Gemengd
| atleet                                        | onderdeel          | series  | series | halve finale | halve finale | finale      | finale |
| atleet                                        | onderdeel          | tijd    | rang   | tijd         | rang         | tijd        | rang   |
| --------------------------------------------- | ------------------ | ------- | ------ | ------------ | ------------ | ----------- | ------ |
| Pan Zhanle Tang Qianting Xu Jiayu Zhang Yufei | 4x100 m wisselslag | 3.42,26 | 3 Q    | n.v.t.       | n.v.t.       | 3.37,55 AZR | Zilver |

[b]Zwom niet mee in de finale